# حاسوب شخصي

صورة توضيحية لحاسوب مكتبي.

الحاسوب الشخصي (بالإنجليزية: Personal Computer اختصاراً PC)‏، هو نوع من الحواسيب، ويستخدم عادة من الأفراد أو المؤسسات الصغيرة لأعمال الحوسبة والتخزين للبيانات، وله قدرة محدودة على المعالجة نسبياً، وهذا الجهاز يُعد غالباً أحادي الاستخدام والمهام، بمعنى أن يستخدم من فرد واحد لتشغيل برنامج محدد على الحاسب. وتتعدد أشكال الحاسب الشخصي إلى أشكال مختلفة أهمها: الحاسوب المنزلي، الحاسوب المحمول، الحاسب المنزلي والحاسب المساعد.
وهو مصمم ليتم استخدامه من قبل شخص واحد في نفس الوقت، وعادة ما يكون العتاد الخاص بهذا الجهاز محدود نسبيا مقارنة بالأجهزة الأخرى، ويمكن أن تتفاوت قدرة الحاسب الشخصي في معالجة البيانات.
ويستخدم الحاسوب الشخصي لأغراض عامة الذي ويكون حجمه وقدراته مناسبين للاستخدام الشخصي، وسعر البيع الأصلي يجعله مفيدا للأفراد، والذي يهدف إلى أن يكون تشغيله مباشرة من قبل المستخدم النهائي، مع عدم الحاجة للتدخل من قبل مشغل الحاسوب. هذا على النقيض من أنظمة المين فريم العملاقة التي تسمح لأنظمة كبيرة مركزية باهظة الثمن أن تستخدم من قبل كثير من الناس، وعادة في نفس الوقت، أو نظم تجهيز البيانات الكبيرة التي تتطلب وجود موظفين متفرغين لتعمل بكفاءة كما في الشركات (على الرغم من إمكانية استخدام الأجهزة الصغيرة في إنشاء نظم معالجة مركزية بالمشاركة.
قد يكون الحاسوب الشخصي جهاز سطح مكتب أو جهاز حاسوب نقال، أو جهاز حاسوب محمول (ويسمى أيضًا الحاسوب الصغير). ومن المعالجات الأكثر شيوعا في أجهزة الحاسوب الشخصية هي إكس 86 - المتوافقة مع وحدات المعالجة المركزية. وتشمل تطبيقات البرمجيات لأجهزة الحواسيب الشخصية معالجة النصوص وجداول البيانات وقواعد البيانات، مستعرض الويب وعملاء البريد الإلكتروني، والألعاب، وعدد لا يحصى من الإنتاجية الشخصية والبرمجيات لأغراض خاصة. وغالبا ما تكون الحواسيب الشخصية الحديثة لها وصلات اتصال هاتفي لشبكة الإنترنت عالية السرعة، مما يتيح الوصول إلى الشبكة العالمية ومجموعة واسعة من الموارد الأخرى.

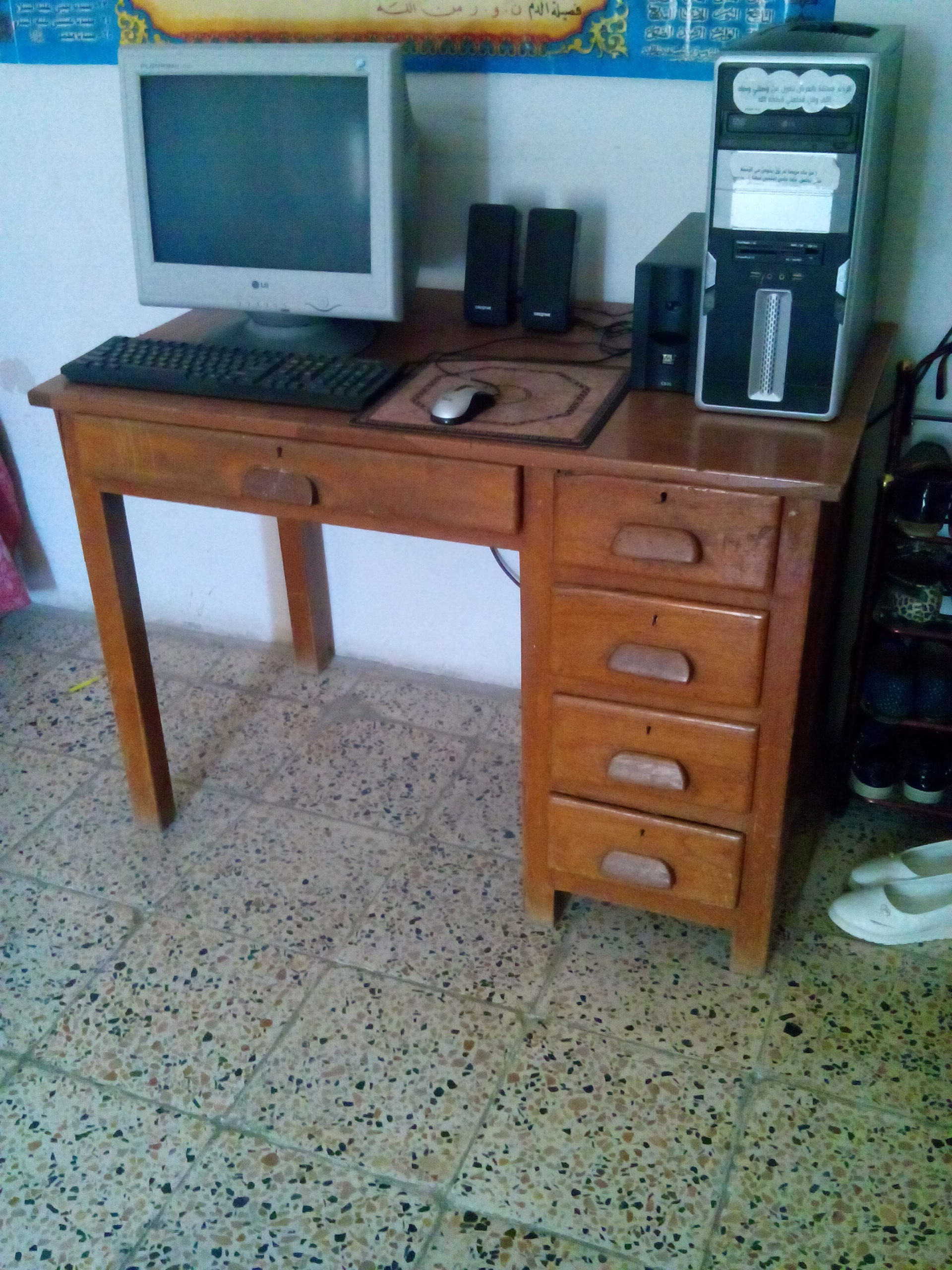
حاسوب شخصي في المنزل.

ويمكن استخدام الحاسوب الشخصي في المنزل، أو قد يكون موجودا في أحد المكاتب. ويمكن أن تكون الحواسيب الشخصية متصلة بشبكة المنطقة المحلية إما عن طريق الكابل أو لاسلكيا.
ولقد كان أصحاب أجهزة الحاسوب عادة ما يكتبون برامجهم الخاصة لفعل أي شيء مفيد باستخدام الآلات، أما المستخدمين اليوم فقد توصلوا إلى مجموعة واسعة من البرمجيات التجارية وغير التجارية التي يتم توفيرها في نماذج جاهزة للتشغيل، وعموما فمنذ عام 1980 استحوذت مايكروسوفت وانتل على الكثير من سوق أجهزة الحواسيب الشخصية مع منصة ونتل.

## التاريخ

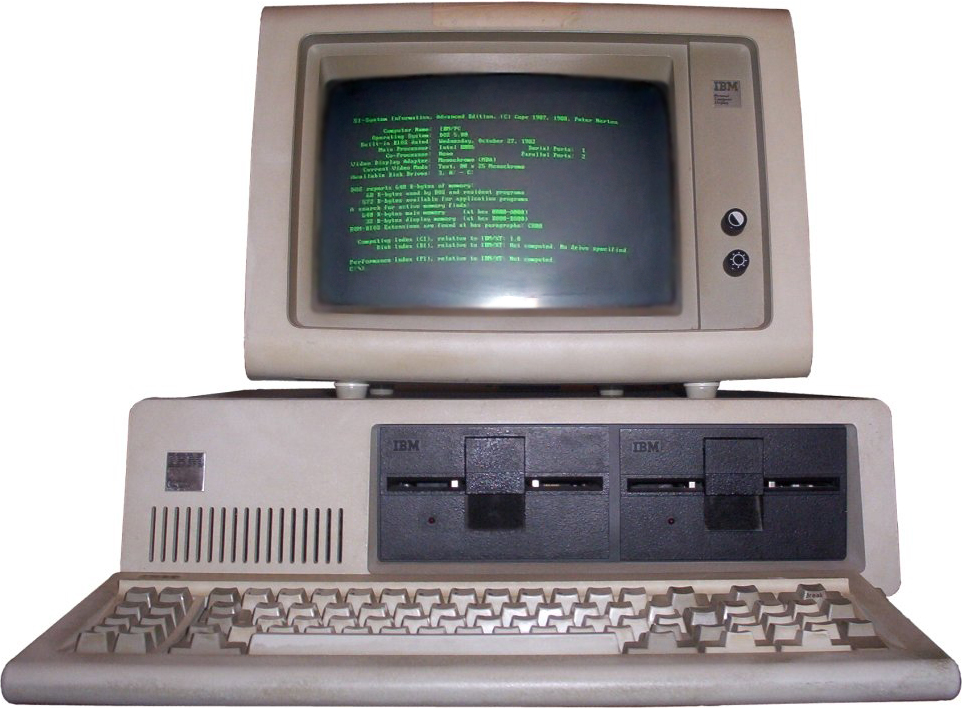
آي بي إم 5150 والصادر في عام 1981

تغيرت قدرات أجهزة الحاسوب الشخصي من أوائل عام 1970، فإن الناس في المؤسسات الأكاديمية أو البحوث قد أتيحت لهم الفرصة لاستخدام شخص واحد لنظام الحاسوب في الوضع التبادلي لفترات طويلة، على الرغم من أن هذه النظم لا تزال مكلفة للغاية وقد تكون مملوكة لشخص واحد. أدت مقدمة من المعالجات الدقيقة، شريحة واحدة مع جميع الدوائر التي كانت تحتل سابقا خزائن كبيرة، إلى انتشار أجهزة الحاسوب الشخصية بعد عام 1975. في ما كان يسمى بعد ذلك أم كل التجارب، باحث ال SRI دوغلاس Englebart في عام 1968 أعطى معاينة لما أصبح من السلع الأساسية للعمل اليومي في الحياة في القرن 21—البريد الإلكتروني، هايبرتكست، معالجة النصوص، ومؤتمرات الفيديو، والفأرة.
أوائل الحواسيب الشخصية—تسمى عموما الحواسيب الصغيرة—وكانت تباع في كثير من الأحيان في شكل إلكتروني وفي عدد محدود، وكانت في الغالب تباع لمصلحة الهواة والفنيين. وكانت تتم البرمجة الأدنى بمفاتيح التبديل، وتم تقديم الإخراج بمؤشرات اللوحة الأمامية. ويتطلب الاستخدام العملي استخدام الأجهزة الطرفية مثل لوحات المفاتيح وأطراف الحاسوب، أجهزة تشغيل الأقراص المدمجة والطابعات. كانت Micral N التجارية الأولى، لغير طقم الحاسوب«الشخصي» الذي يستند إلى معالجات، انتل 8008. وبنيت ابتداء من عام 1972 وبيعت حوالي 90.000 وحدة. خلافا لغيرها من هاوين الحاسوب في أيامها، والتي تم بيعها إلى مجموعات كعدة إلكترونيات، في عام 1976 باع ستيف جوبز وستيف وزنياك لوحات الدوائر الإلكترونية لأبل حاسوب، والتي كانت مجهزة تماما، وتحتوي على نحو 30 من الرقائق. أول حاسوب شخصي كامل كان Commodore PET إلى تم تقديمه في كانون الثاني 1977. وسرعان ما تبعه أبل الثاني المشهور. سمحت كتلة السوق لتجميع أجهزة الحاسوب لطائفة واسعة من الناس استخدام الحواسيب، والتركيز أكثر على التطبيقات البرمجية وبدرجة أقل على تطوير الجهاز المعالج.
أجهزة الحاسوب الشخصية كثيرا منذ إدخال الحواسيب الإلكترونية.
في خلال نهايات 1970 و1980، قد تم تطوير الحاسوب للاستخدام المنزلي، مقدما الإنتاجية الشخصية والبرمجة والألعاب. إلى حد ما أكبر ونظم أكثر تكلفة (وإن كانت لا تزال منخفضة التكلفة مقارنة مع الحواسيب الخفيفة والمركزية) والتي كانت موجهة إلى استخدام المكاتب الصغيرة والأعمال التجارية. تتميز محطات العمل بمعالجات عالية الأداء وعرض الرسومات، مع تخزين كبيرة على القرص المحلي، وقدرة على الربط الشبكي، والعمل تحت نظام تشغيل متعدد المهام. لا تزال محطات العمل تستخدم لمهام مثل التصميم بمساعدة الحاسوب، والصياغة والنمذجة، والحسابات العلمية المكثفة والحسابات الهندسية، ومعالجة الصور، ووضع النماذج المعمارية، ورسومات الحاسوب لأفلام الرسوم المتحركة والتأثيرات البصرية.
في نهاية المطاف بسبب تأثير أجهزة حاسوب آي بي إم على سوق الحواسيب الشخصية وأجهزة الحاسوب المنزلية التي فقدت أي تمييز تقني. واكتسبت حواسيب الأعمال الرسومات الملونة والصوت، وأجهزة الحاسوب المنزلية ومستخدمي أنظمة الألعاب يستخدمون نفس المعالجات وأنظمة التشغيل كالعاملين في المكاتب. وامتلكت السوق الشامل لأجهزة الحاسوب قدرات الرسومات والذاكرة مقارنة مع محطات العمل المتفاني من قبل ذلك ببضع سنوات. حتى في مجال الشبكات المحلية، في الأصل كانت وسيلة تسمح لأجهزة الحاسوب التجارية لتقاسم التخزين الضخم والأجهزة الطرفية، وأصبحت سمة معيارية للحواسيب الشخصية المستخدمة في المنزل.

### السوق والمبيعات

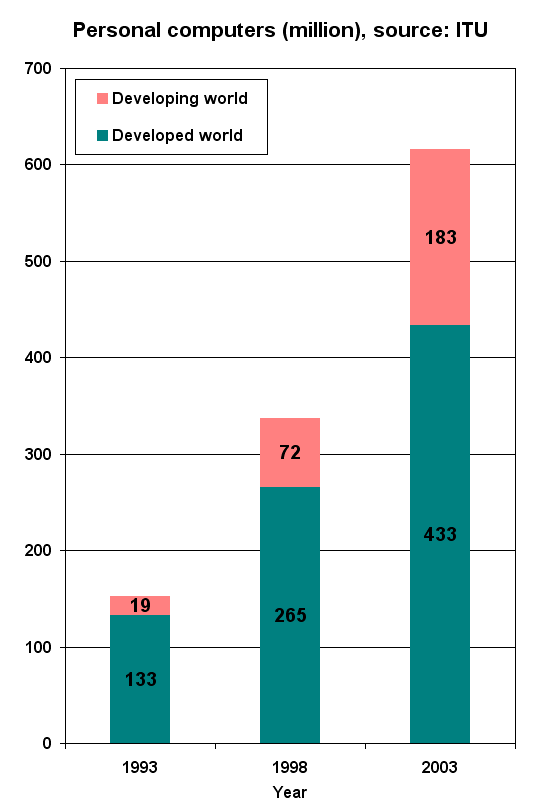
أجهزة الحاسوب الشخصية في جميع أنحاء العالم مليون تتميز المتقدم والعالم النامي

في 2001 تم إرسال 125 مليون جهاز حاسوب شخصي بالمقارنة مع 48 الفا في عام 1977. أكثر من 500 مليون جهاز حاسوب شخصي كانت قيد الاستخدام في عام 2002 ومليار حاسوب شخصي تم بيعها في جميع أنحاء العالم منذ منتصف عام 1970 حتى هذا الوقت. من الرقم الأخير، نسبة 75% منها كانت مهنية أو ذات صلة بالعمل، في حين أن البقية تباع لأغراض شخصية أو للاستخدام المنزلي. حوالي 81.5% من أجهزة الحاسوب الشخصي التي تم بيعها كانت الحاسوب المكتبي، و16.4% محمول و2.1% سيرفر. تلقت الولايات المتحدة 38.8% (394 مليون دولار) من أجهزة الحاسوب التي يتم شحنها، وأوروبا 25% في المئة و11.7% تذهب إلى آسيا والمحيط الهادئ، وهي السوق الأسرع نموا اعتبارا من عام 2002. المليار الثاني كان من المتوقع أن يتم بيعه بحلول عام 2008. امتلك ما يقرب من نصف جميع الأسر المعيشية في أوروبا الغربية جهاز حاسوب شخصي ويمكن العثور علي جهاز حاسوب شخصي في 40% من المنازل في المملكة المتحدة، مقارنة مع 13% فقط في عام 1985.
على الصعيد العالمي لشحنات أجهزة الحاسوب الشخصي فقد كانت 264 مليون وحدة في عام 2007، وفقا ل أي سابلاي، بزيادة 11.2% من 239 مليون في عام 2006. في عام 2004، كانت الشحنات العالمية 183 مليون وحدة، بزيادة 11.6% خلال عام 2003. في عام 2003، تم شحن 152.6 مليون حاسوب، وتقدر قيمتها بمبلغ 175 مليار دولار. في عام 2002، تم شحن 136.7 مليون جهاز حاسوب شخصي، وتقدر قيمتها بمبلغ 175 مليار دولار. في عام 2000، تم شحن 140.2 مليون حاسوب شخصي، وتقدر قيمتها بمبلغ 226 مليار دولار. في جميع أنحاء العالم فان شحنات أجهزة الحاسوب الشخصي تجاوزت 100 مليون مارك في عام 1999، وتزايدت إلى 113.5 مليون وحدة من 93.3 مليون وحدة في عام 1998. في عام 1999، كان لآسيا، 14.1 مليون وحدة تم شحنها.
اعتبارا من يونيو 2008، فان عدد أجهزة الحاسوب الشخصي في جميع أنحاء العالم قيد الاستخدام وصلت مليارا، في حين أن مليار آخر من المتوقع أن يتم التوصل إليه بحلول عام 2014. الأسواق الناضجة مثل الولايات المتحدة وأوروبا الغربية واليابان استأثرت بنسبة 58% من أجهزة الحاسوب التي تم تركيبها في جميع أنحاء العالم. وكان من المتوقع أن تتضاعف السوق الناشئة أجهزة الحاسوب المستخدمة فيها بحلول عام 2013، وأن تأخذ 70% من أجهزة الحاسوب المليار الثانية. حوالي 180 مليون جهاز حاسوب (16% من قائمة القاعدة المثبتة) كان من المتوقع أن يتم استبدالها و35 مليون لتكون ملقاة في المكب في عام 2008. قاعدة التثبيت بأكملها نمت بنسبة 12% سنويا.
في العالم المتقدم، كان هناك تقليد بائع للحفاظ على إضافة وظائف للحفاظ على الأسعار المرتفعة لأجهزة الحاسوب الشخصي. ومع ذلك، منذ استحداث تمويل حاسوب محمول لكل طفل والحاسوب المحمول اكس - 1 ذو التكلفة المنخفضة، فان صناعة الحوسبة بدأت بمتابعة الأسعار أيضا. على الرغم من عرضه سنة واحدة فقط سابقا، لا أنه كان هناك 14 مليون نتبووك بيعت في عام 2008. إلى جانب شركات تصنيع أجهزة الحاسوب العادية، مما يجعل الإصدارات الخاصة من أجهزة الحاسوب تنتشر، مقدمة البدائل للاشخاص المشغلين أجهزتهم في بيئات ناخية متطرفة.

#### متوسط سعر البيع
لأنظمة مايكروسوفت ويندوز، يبلغ متوسط سعر البيع (ASP) أظهر تراجعا في 2008 /2009، وربما يرجع إلى انخفاض تكلفة ال نتبووك، ليحدد 569 دولار لكلفة الحاسوب المحمول والحاسوب المكتبي في الولايات المتحدة في آب / أغسطس 2008.
في عام 2009، انخفض متوسط سعر البيع إلى 533 دولارا لسطح المكتب، وإلى 602 دولارا لأجهزة الحاسوب المحمولة بحلول يناير كانون الثاني وإلى 540 دولارا و560 دولارا في شباط / فبراير. وفقا لشركة أبحاث NPD، متوسط سعر بيع ويندوز من كافة أجهزة الحاسوب المحمولة قد انخفض من 659 دولار في أكتوبر 2008 إلى 519 دولار في أكتوبر 2009.

## الأنواع

### محطة العمل
محطة العمل هو نهاية رفيعة من حاسوب شخصي مصمم للتطبيقات التقنية أو العلمية. موجها في المقام الأول لاستخدامه من قبل شخص واحد في كل مرة، فهو عادة متصلا ب شبكة محلية ويشغل نظام تشغيل متعدد المستخدمين.
محطة العمل: WORKSTATION
تظهر محطة العمل بأنها حاسوب شخصي عادي ولكنها تمتاز بمكوناتها التي تفوق الحاسب الشخصي من حيث وحدة المعالجة المركزية والذاكرة والفيديو والتي تمكن المستخدم من عمل تصاميم مطبعية عالية الجودة.

### الحاسب المكتبي

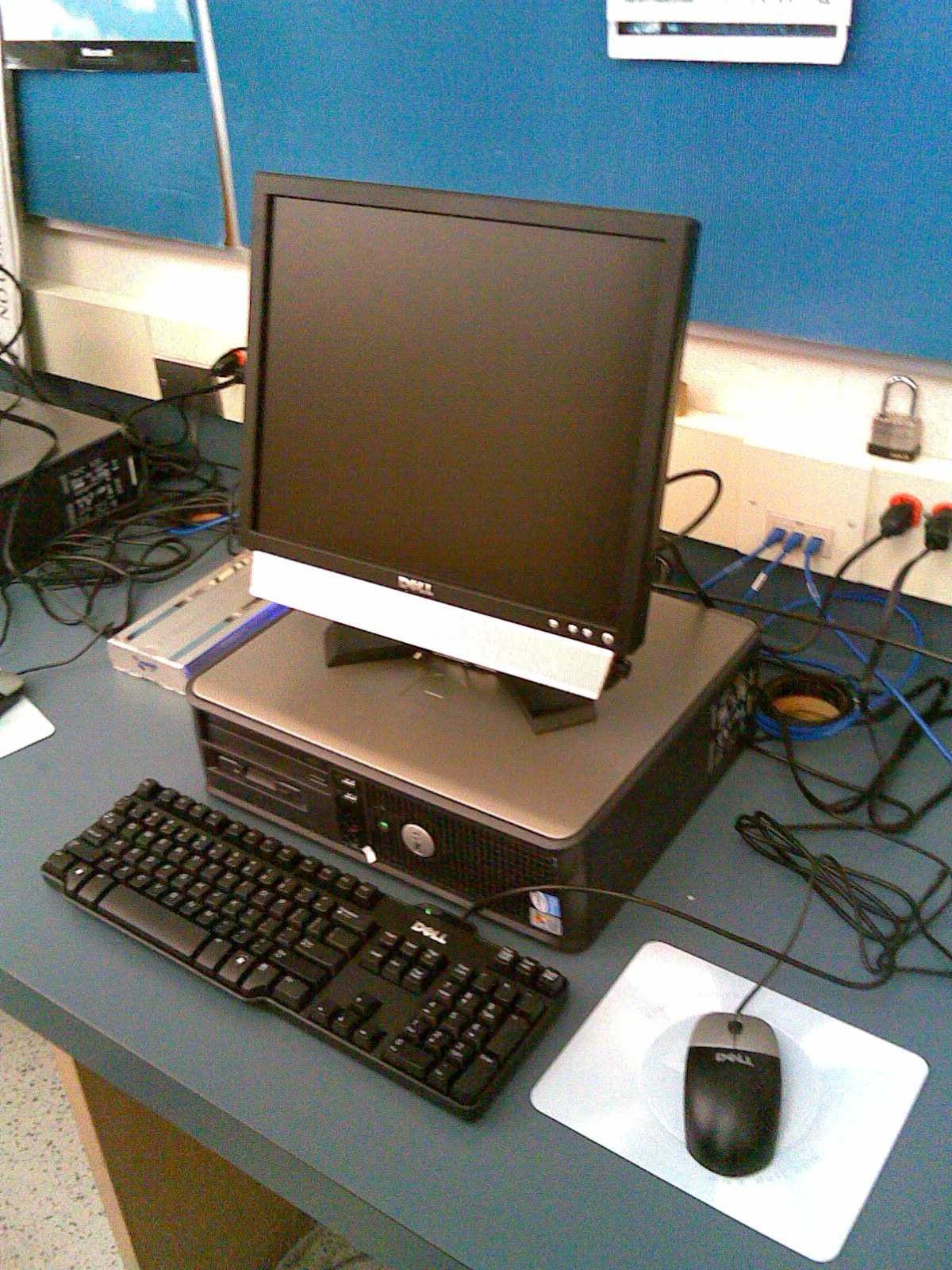
ديل حاسوب سطح المكتب OptiPlex

قبل الانتشار الواسع لأجهزة الحاسوب التي يمكن أن توضع على مكتب فقد اعتبر جهاز صغير بشكل ملحوظ. وهذه العبارة اليوم عادة ما تدل على نمط معين من حالة الحاسوب. تأتي أجهزة حاسوب سطح المكتب في مجموعة متنوعة من الأساليب التي تتراوح بين صندوق الحاسوب الرأسي إلى النماذج صغيرة الحجم التي يمكن دسها وراء شاشات LCD. في هذا المعنى، فإن مصطلح 'سطح المكتب' يشير تحديدا إلى وحدة المعالجة الأفقية، وعادة ما يقصد به أن تكون شاشة العرض موضوعة فوق الوحدة لتوفير مساحة على أعلى مكتبة. معظم أجهزة الحاسوب المكتبية الحديثة لها لوحات مفاتيح وشاشات منفصلة.
الحاسوب المكتبي (بالإنجليزية: Desktop Computer) هو الحاسوب الذي يُعمل عليه بشكل متوصل في مكان ثابت، خلافا للحاسوب المحمول والحاسوب النقّال. قبل انتشار الواسع للمعالج الصغري كان أي حاسوب يساع على مكتب يعتبر حاسوبا صغير جدا. وحاليا يعطى هذا الاسم لأنواع محددة من صناديق الحاسوب. وإن هذه الصناديق تأتي بأحجام مختلفة، من أبراج طويلة إلى علب صغيرة يمكن وضعها خلف الشاشة. وإن هذه العبارة «حاسوب مكتبي» كان يقصد فيها صندوق الحاسوب الأفقي، وفي العادة تكون الشاشة فوقه لتوفير المكان. والحواسيب المكتبية الحالية تفصل بين صندوق الحاسوب ولوحة المفاتيح بدلا من أن تكون علبة ماحدة مثل ما كان في الماضي. وهناك نوع خاص من الحواسيب المكتبية وهو الحاسوب السينمائي، الذي يحوي لوحة تحكم أمامية للتحكم بالصوت والصورة.
ويُعد حاسباً شخصياً يستخدم للأعمال بالمكاتب نحو طباعة النصوص والرسائل وتخزين المعلومات المطلوبة للمكاتب وللمؤسسات أو الهيئات الصغيرة. ويطلق عليه المكتبي لإمكانية وضعه على سطح المكتب.

#### الوحدة الواحدة
أجهزة الحاسوب الوحدة الواحدة (المعروف أيضا باسم الكل في واحد من أجهزة الحاسوب) هي نوع فرعي من أجهزة الحاسوب المكتبية، التي تجمع الشاشة ووحدة المعالجة للحاسوب داخل وحدة واحدة. وتستخدم الشاشة دائما شاشة لمس كطريقة اختيارية لمدخلات المستخدمين، ولكن لوحات المفاتيح المنفصلة والفأرة عادة لا تزال مدرجة. المكونات الداخلية للحاسوب غالبا ما تقع مباشرة خلف الشاشة.

### نيت توب
نوع فرعي من سطح المكتب، يدعى نيت توب، عرضته شركة إنتل في شباط / فبراير 2008 لوصف التكلفة المنخفضة، الوظيفة الهزيلة، لأجهزة الحاسوب المكتبية. وهي سلالة مماثلة من أجهزة الحاسوب المحمولة (أو النت بوك)وهي النتبووك (أنظر أدناه). هذه الميزة الجديدة لمعالج إنتل اتوم خصيصا تمكنهم من استهلاك طاقة أقل ووضعها في أماكن صغيرة.

### الحاسوب المحمول

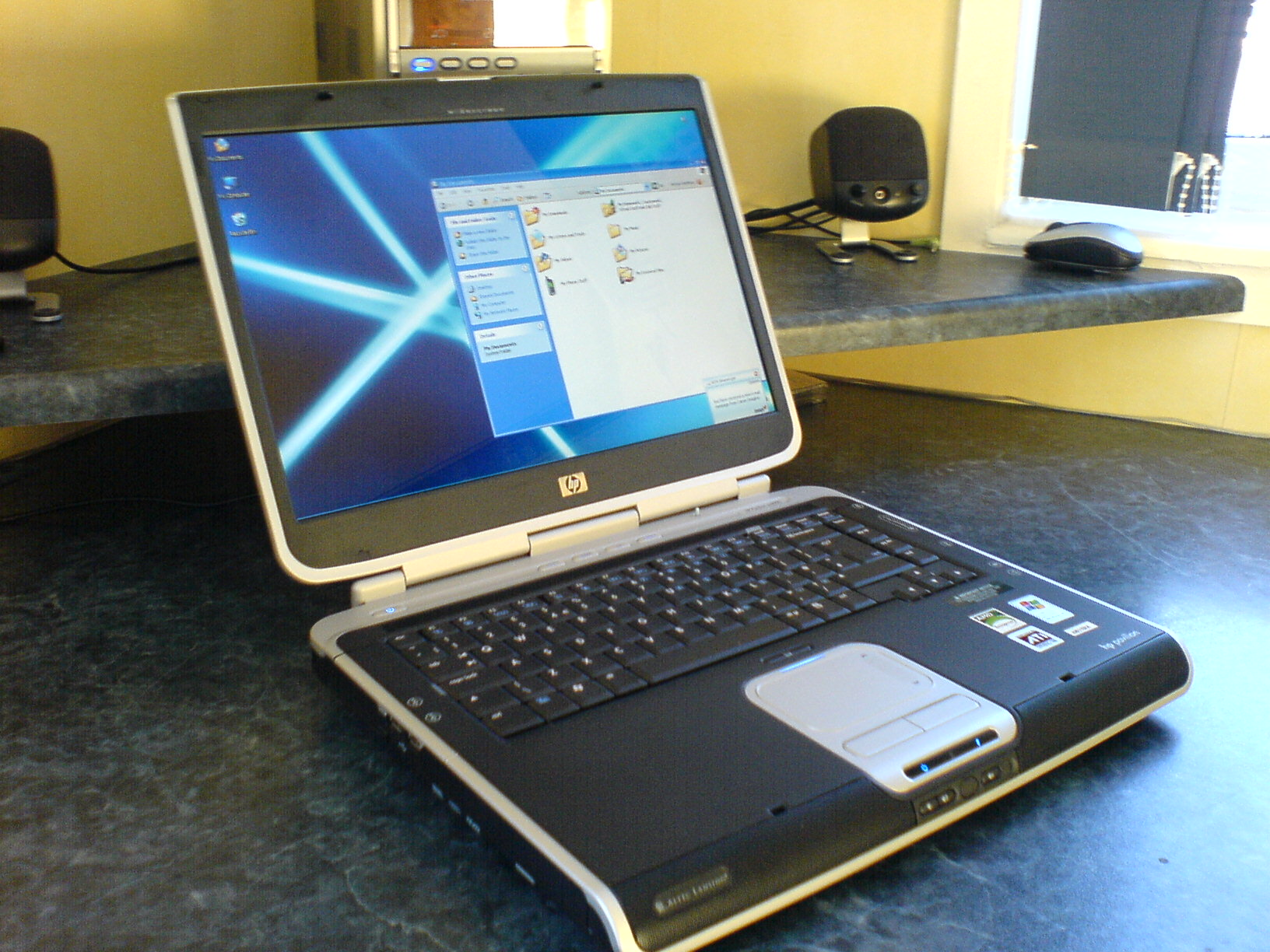
ألف المتوسطة المدى حصان الحاسوب المحمول.

جهاز الحاسوب محمول أو ببساطة اللاب توب، يسمى أيضا جهاز النت بوك أو في بعض الأحيان النت بوك، وهو جهاز حاسوب شخصي صغير مصمم لسهولة الحمل. عادة كل من واجهة الأجهزة اللازمة لتشغيل الحاسوب المحمول، مثل المنفذ المتوازي والمنفذ التسلسلي، بطاقة الرسومات، قناة الصوت، وما إلى ذلك، يتم إنشاؤه في وحدة واحدة. تحتوي أجهزة الحاسوب المحمولة على بطاريات عالية السعة التي يمكن تشغل الجهاز لفترات طويلة من الزمن، وتسهل النقل. بمجرد أن ينضب شحن البطارية، فإنه لا بد من إعادة شحنها عن طريق مقبس الكهرباء. توفيرا للطاقة والوزن والمساحة، فهي عادة ما تتشارك الذاكرة مع قناة الفيديو، فيتباطؤ أدائها مقارنة مع جهاز سطح المكتب المكافئ.
عيب واحد رئيسي للمحمول هو أنه، نظرا للحجم وتكوين المكونات، إلا أنه يمكن عمل القليل نسبيا لترقية الحاسوب الشاملة عن تصميمه الأصلي. يمكن أن توصل بعض الأجهزة من الخارج عبر المداخل (بما في ذلك عن طريق USB)، ولكن الترقيات الداخلية لا ينصح بها أو مستحيلة في بعض الحالات، مما يجعل أجهزة الحاسوب المكتبية وحدات أكثر قياسية.
وهناك نوع فرعي من أجهزة الحاسوب الدفترية، يدعى الحاسوب الدفترى الفرعى، وهي أجهزة حاسوب مع أكثر من السمات القياسية للحاسوب المحمول ولكن أصغر حجما. وهي أكبر من الحاسوب المحمولة باليد، وعادة تشغل إصدارات كاملة لسطح المكتب / أنظمة تشغيل الحاسوب المحمول. الحاسوب الشخصى المحمول الترا (حاسب فائق الحمل) عادة ما يعتبر نوت بوك فرعى، أو بشكل أكثر تحديدا، نوت بوك فرعى لوحي (أنظر أدناه). تعتبرنتبووك أحيانا في هذه الفئة، رغم أنها في بعض الأحيان تفصل في فئة خاصة بها (أنظر أدناه).
استبدال سطح المكتب ثانية، في الوقت نفسه، أجهزة الحاسوب المحمولة الكبيرة تهدف إلى استبدال جهاز حاسوب سطح المكتب مع الحفاظ على التنقل من جهاز الحاسوب المحمول.
الحاسوب المحمول أو الحاسول (أو حاسب المفكرة هو تعريب من الإنجليزية Notebook Computer وLaptop). هو شكل من أشكال الحاسوب يتميز بوزنه الخفيف مقارنة بحاسوب المكتب، مما يسمح بحمله والتنقل به. من الخصائص المميزة للحواسيب المحمولة اندماج لوحة المفاتيح وشاشة العرض ولوحة تحديد الموضع (بالإنجليزية: Touchpad) (ما يقابل الفارة في الحاسوب المكتبي) في داخل الجهاز.
في السنوات الأخيرة، ومع الانخفاض المطرد في أسعار أجهزة الحاسوب المحمول، فاقت مبيعات هذا النوع من الأجهزة لأول مرة مبيعات أجهزة الحاسوب المكتبية.[
يُعد حاسباً شخصياً من حيث القدرة على المعالجة والتخزين والاستخدام، إلا أنه يتميز عن الحاسب المكتبي بخفة وزنه وإمكانية حمله، واندماج شاشة العرض ولوحة المفاتيح في داخل الجهاز، كما يمكن تشغيله باستخدام البطاريات الجافة بدلاً عن التيار الكهربائي.وتكون فيه الإنترنت سريعة ومرتبطة به
ومن مميزات الحاسول هو إمكانية حمله ونقله لخفة وزنه وصغر حجمه. ما يجعل منه الرفيق في التنقلات. وتقريباً نفس الأزرار الموجودة فيه هي موجودة في الحاسوب المكتبي. ولاستعمال النت، لا يتطلب وصله بل يمكنك استعمالها من أي مكان (طبعاً إن كان هناك مودم)

### نتبووك

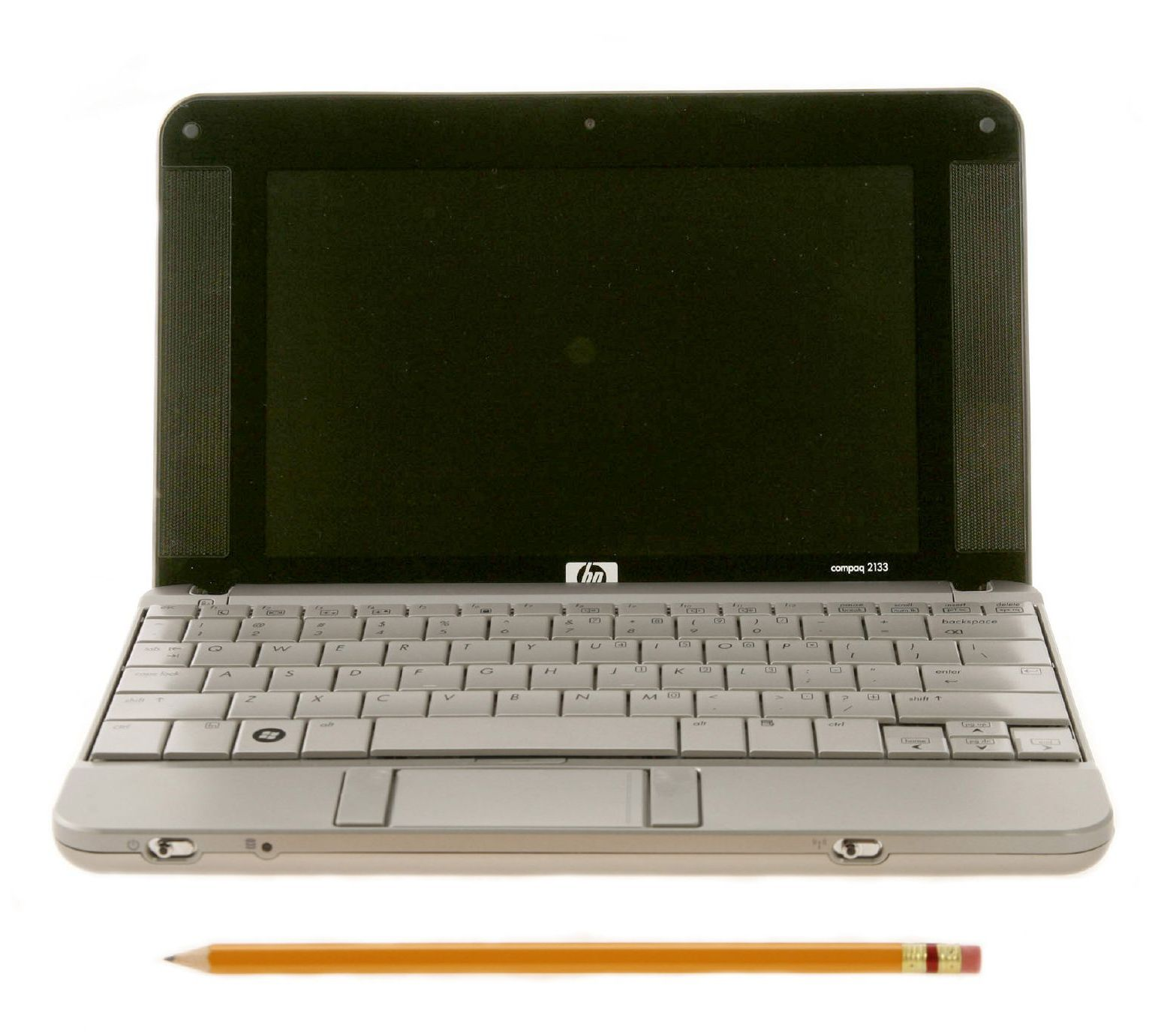
ونتبووك إتش بي

نتبووكس (و يسمى أيضا الدفاتر مصغرة أو النتبوك الفرعى) وهي فئة تتطور سريعا من الحواسيب المحمولة الصغيرة والخفيفة والرخيصة التي تناسب الحوسبة العامة والوصول إلى تطبيقات الشبكة العالمية: وغالبا مل يتم تسويقها ك «أجهزة مرافقة» لزيادة الأستخدامات الأخرى لمستخدمى الحاسوب. ويسميهم والت موسبرغ «فئة جديدة نسبيا من من الحواسيب الصغيرة المحمولة الخفيفة، والمعتدل والرخيص». بحلول آب / أغسطس 2009، سي نت قال عن النتبووكس «لا شيء أكثر من أصغر وأرخص أجهزة حاسوب محمولة.»
عند نشأتها في أواخر عام 2007—على النحو الأمثل لأجهزة الحاسوب المحمولة الصغيرة المنخفضة الوزن والتكلفة—حذف النتبووكس السمات الرئيسية (على سبيل المثال، محرك الأقراص الضوئية)، وظهرت لوحات مفاتيح وشاشات أصغر حجما، وعرض تخفيض مواصفات والقدرة الحاسوبية. على مدى تطورها، تراوحت النتبووكس في حجمها من أقل من 5  إلى أكثر من 13، ومن ~1 kg (2-3 pounds). في كثير من الأحيان أقل تكلفة من غيرها من أجهزة الحاسوب المحمول، بحلول منتصف عام 2009، ستقدم النتبووكس للمستخدمين «مجانا»، مع تمديد عقد خدمات الشراء.
في الفترة القصيرة منذ ظهورها، نمت النتبووكس في الحجم والملامح، والآن تتلاقى مع جديدة أجهزة الحاسوب الدفترية الأصغر حجما والأخف. بحلول منتصف عام 2009، لاحظت سي نت «المواصفات متشابهة حيث أن المتسوق المتوسط سيكون محتار حول ايهم أفضل من الآخر»، مشيرا إلى «الاستنتاج الوحيد هو أنه لا يوجد فعلا تمييز بين الأجهزة.»

### حاسوب قرصي

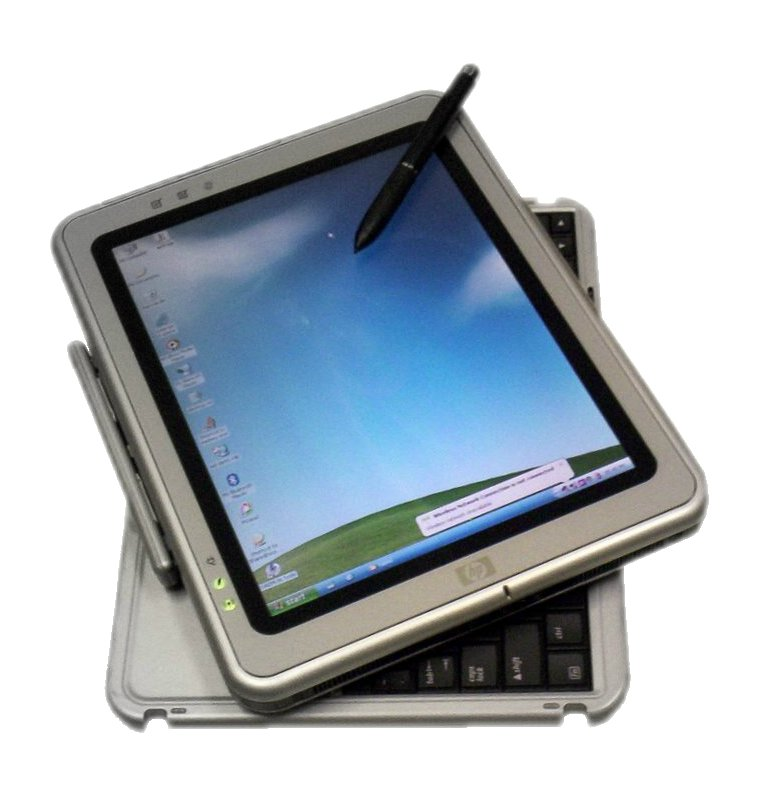
قرص حاسوب إتش بي كومباك مع الدورية / لوحة المفاتيح القابلة للنقل.

هو قرص حاسوب محمول أو حاسوب محمول على شكل لوح كتابة، وأول مرة يستخدم قلم الحوسبة في أوائل عام 1990 مع PenGo الحاسوب اللوحي وتم نشره من قبل مايكروسوفت. والتقانة المهجنة ل شاشة اللمس أو قرص الجرافيك تسمح للمستخدم تشغيل الحاسوب بالقلم أو القلم الرقمي، أو الإصبع، بدلا من لوحة المفاتيح أو الفأرة. ويوفر عامل الشكل وسيلة أكثر قدرة على الحركة للتفاعل مع جهاز الحاسوب. وغالبا ما تستخدم أجهزة الحاسوب اللوحية عندما تكون أجهزة الحاسوب الدفترية العادية غير عملية أو صعبة المأخذ، أو لا توفر الوظائف المطلوبة.
وبما أن التقانة وظيفة تستمر في التقدم، فأن أنواع أخرى من الحاسوب اللوحى ستستمر في الظهور. دليل مايكروسوفت، وهو جهاز الأعمال الشخصية، له اثنين 7 شاشات متعددة والتي تدعم اللفتات التي تعمل باللمس، وقدرات واي فاي ولديها كاميرا مدمج ة. يتطلع الجهاز إلى أن يكون بديلا للمخططين التقليدين بينما يقدم معظم ما لا يمكنه المخطط الرقمي تقديمه، صفحتين للكتابة ومسافات كبيرة للكتابة.

### حاسوب الالترا موبيل

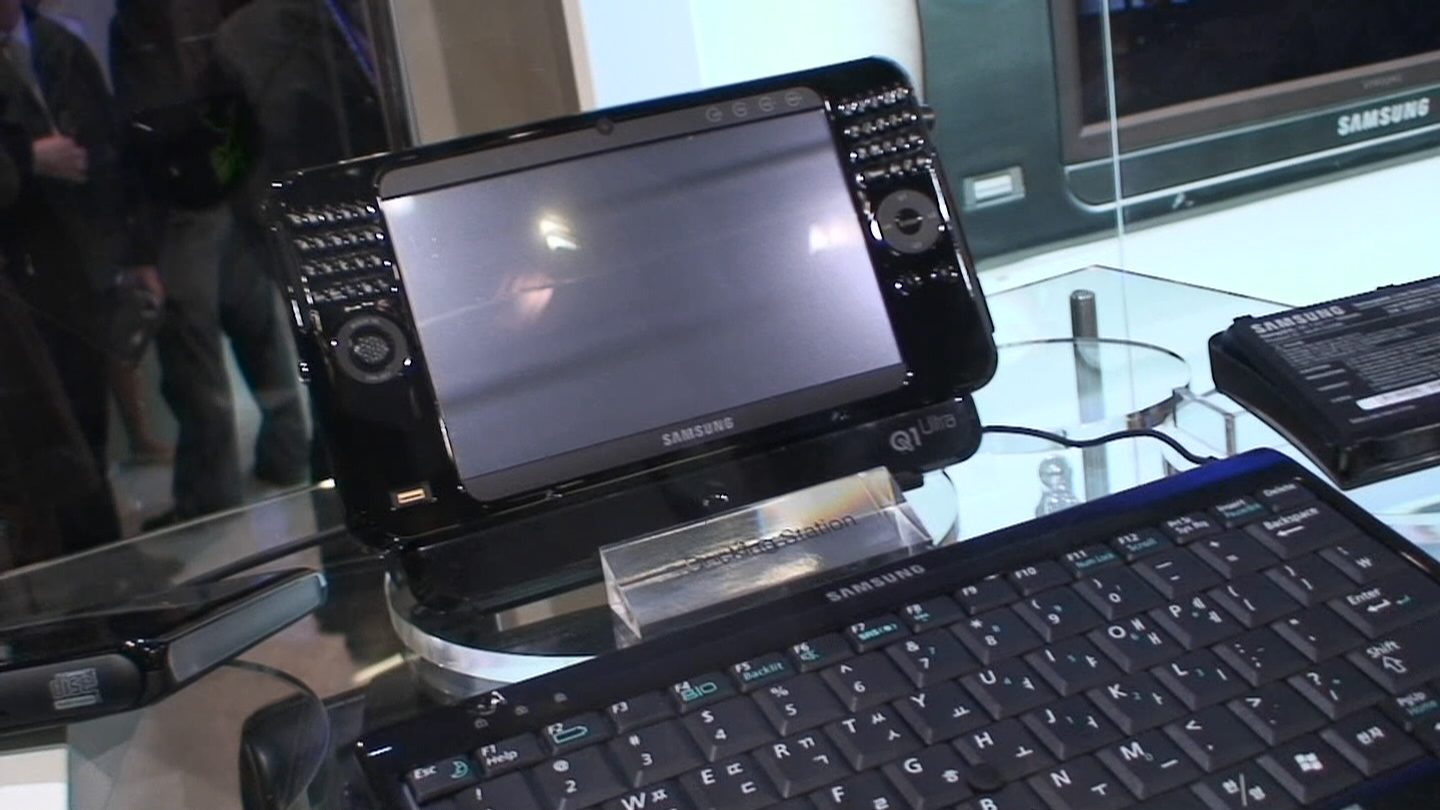
سامسونج Q1 الترا موبايل الحاسوب.

حاسوب الألترا موبايل (حاسب فائق الحمل) هو مواصفات ل عامل الشكل الصغير ل الحاسوب اللوحى. كما أنه تم تطويره لممارسة التنمية المشتركة من قبل مايكروسوفت، وإنتل، وسامسونغ وغيرها. UMPCs الحالية عادة تتميز بويندوز إكس بي، ويندوز فيستا وويندوز 7، أو نظام تشغيل لينكس وجهدإنتل اتوم منخفض أو معالجاتفيا C7 - م.

### حاسوب المسرح المنزلي

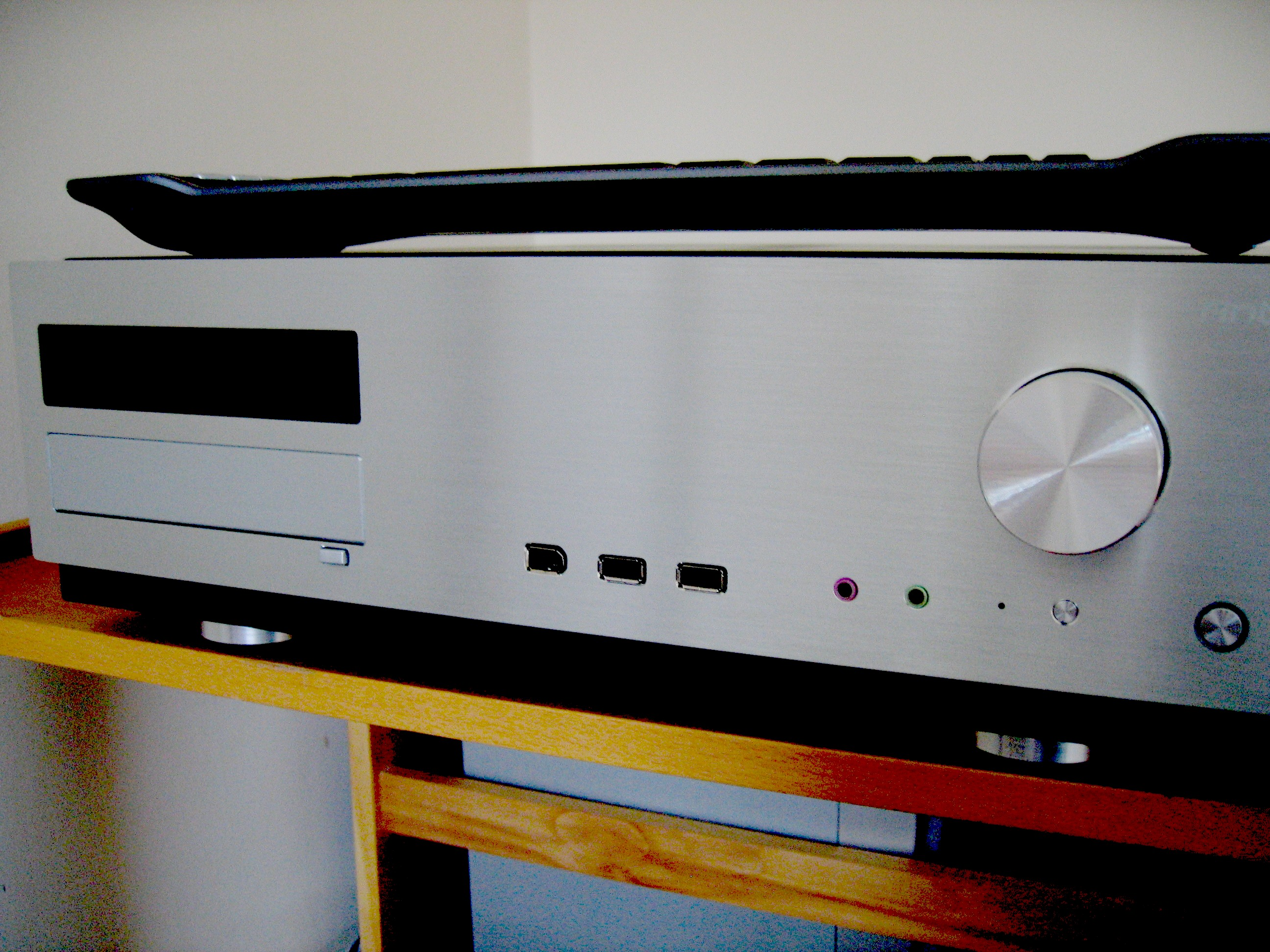
Antec فيوجن V2 حاسوب مسرح منزلي مع لوحة المفاتيح على القمة.

حاسوب المسرح المنزلي (HTPC) هو جهاز تقارب الذي يجمع بين وظائف جهاز الحاسوب الشخصي، ومسجل الفيديو الرقمي. وهو متصلا بجهاز تلفزيون أو جهاز حاسوب بحجم شاشة التليفزيون وكثيرا ما يستخدم كمشغل الصور الرقمية والموسيقى والفيديو، ومستقبل تلفزيوني ومسجل فيديو رقمي. ويشار أيضا إلى أجهزة حاسوب المسرح المنزلي ب أنظمة الاعلام المركزى ميديا سيرفر. الهدف العام في حاسوب المسرح المنزلى عادة هو الجمع بين العديد من أو جميع مكونات اعدادات المسرح المنزلي في جهاز واحد. ويمكن شراؤها قبل تكوينها مع البرامج والأجهزة الضرورية اللازمة لإضافة برامج تلفزيونية إلى جهاز الحاسوب، أو يمكن أن تكون مجمعة معا من مكونات منفصلة كما هو شائع مع MythTV، ويندوز ميديا سنتر، Sage TV، Famulentأو LinuxMCE.

### حاسوب الجيب

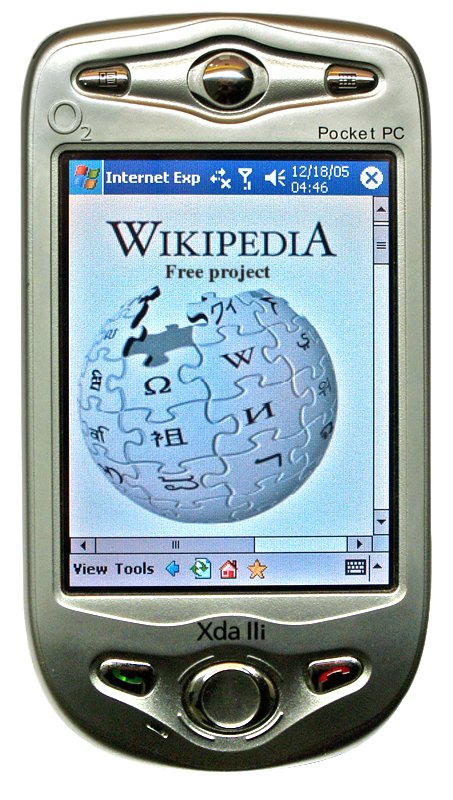
O2 على جهاز حاسوب الجيب

حاسوب الجيب ويسمى أيضا الهاتف المحمول هي مواصفات بحجم الأجهزة المحمولة لجهاز حاسوب (المساعد الرقمي الشخصي) التي تدير نظام مايكروسوفت ويندوز لتشغيل الموبايل. قد يكون لديه القدرة على تشغيل لنظام تشغيل بديل مثل نت بي إس دي أو لينكس. ولديه الكثير من قدرات أجهزة الحاسوب المكتبية الحديثة.
حاليا هناك عشرات الآلاف من طلبات الانضمام إلى الأجهزة المحمولة لمايكروسوفت لمواصفات جهاز حاسوب الجيب، وكثير منها مجانية. بعض من هذه الأجهزة تشمل أيضا خصائص الهاتف المحمول. أجهزة حاسوب الجيب مايكروسوفت يمكن أن تستخدم أيضا متوافقة مع إضافة العديد من الإضافات الأخرى مثل أجهزة الاستقبال، قارئات الباركود، وقارئات تحديد الهوية بموجات الراديو، والكاميرات. في عام 2007، مع إصدار ويندوز موبايل 6، وأسقطت مايكروسوفت اسم الجيب لصالح مخطط التسمية الجديد. الأجهزة دون وجود هاتف متكامل تسمى ويندوز موبايل كلاسيك بدلا من حاسوب الجيب. الأجهزة المتكاملة مع أجهزة الهاتف والشاشات التي تعمل باللمس تسمى فئة ويندوز موبايل الفنية.

### الحاسب المساعد الحاسب الكفي
يُعد حاسباً شخصياً يمكن حمله باليد ووضعه بالجيب، وله لوحة مفاتيح وشاشة عرض صغيرة، وفي السابق كان يستخدم لتسجيل وتخزين معلومات فردية، نحو: دليل الهاتف الشخصي، أو التقويم، أو جدول المواعيد، كما يمكن استخدامه كآلة حاسبة متعددة الأغراض، أما اليوم فقد شهدت تقنية الحاسب المساعد تطوراً هائلاً من حيث الكم والكيف ولعل أبرز تطور ملحوظ هو دمج الحاسب الكفي بكل وظائفه مع الهاتف الجوال في جهاز واحد.
وقد انتشر الحاسب المساعد بشكل ملحوظ، ومما ساعد على انتشاره اقترابه الكبير من أنظمة التشغيل التي تستخدم في الحاسب الشخصي والتي نتعامل معها يومياً، فهي تستخدم نفس البرمجيات الموجودة على الحاسب الشخصي، وتتعامل معها بنفس الأسلوب، كما أن لها الشكل نفسه.
الهاتف المحمول يسمى كذلك الهاتف النقال أو الهاتف الخلوي أو الهاتف الجوال هو أحد أشكال أدوات الاتصال والذي يعتمد على الاتصال اللاسلكي عن طريق شبكة من أبراج البث الموزعة ضمن مساحة معينة. مع تطور أجهزة الهاتف النقال أصبحت الأجهزة أكثر من مجرد وسيلة اتصال صوتي بحيث أصبحت تستخدم كأجهزة الحاسوب الكفيّ للمواعيد واستقبال البريد الصوتي وتصفح الشابكة والأجهزة الجديدة يمكنها التصوير بنفس نقاء ووضوح القمرات الرقمية.كما قد أصبحت الهواتف النقالة أحد وسائل الإعلان كذلك وبسبب التنافس الشديد بين مشغلي أجهزة الهاتف النقال أصبحت تكلفة المكالمات وتبادل المعطيات في متناول جميع فئات المجتمع. لذا فإن عدد مستخدمي هذه الأجهزة في العالم والعالم العربي يتزايد بشكل يومي ليحل محل أجهزة الاتصال الثابتة.
ويعود تاريخة إلى عام 1947 عندما بدأت شركة لوست تكنولوجيز التجارب في معملها بنيوجرسي ولكنها لم تكن صاحبة أول خلوي محمول بل كان صاحب هذا الإنجاز هو الأمريكي مارتن كوبر الباحث في شركة موتورولا للاتصالات في شيكاغو حيث أجري أول مكالمة به في 3 أبريل عام 1973 المبدأ الرئيس في الهاتف النقال يعتمد على دائرة استقبال وإرسال عن طريق إشارات ذبذبة عبر محطات إرسال أرضية ومنها فضائية تماما مثل إشارات المذياع لكن الخلوي وشبكاتة الأرضية يختلف عنهم وإشارات ذبذبية مثل رسم القلب تصاعدي وتنازلي وهي قوية جدا تصل إلى 20MZ إرسالا واستقبالا في الثانية الواحدة أما عن طريقة الاتصال فتكون عن طريق دائرة متكاملة تكمن في المحمول الشخصي والسويتش الرئيسي. الخاص بالشركة والخط (SIM CARD) وبطاقة «السيم» عبارة عن بطاقة صغيرة بها وحدة تخزين صغيرة جدا ودقيقة ووحدة معالجة تخزن بها بيانات المستخدم الذي يقوم باستخدامة للاتصال بالاخرين أما عن خواص المحمول فيتكون من دائرة استقبال وإرسال ووحدة معالجة مركزية وفرعية ورامة وفلاش لتخزين المعلومات ويمكن كتابة الرسائل القصيرة والاستمتاع بخواص المحمول وهي:
الاتصال بالاخرين وروئيتهم عن طريق الجيل الجديد من الأجهزة dct4 المزودة بقُمرات دقيقة
يمكن إرسال الرسائل القصيرة لاى مكان في العالم
التسلية بالألعاب وكذا العاب «الجافا» الحديثة
الاستماع إلى ملفات صوتية بامتدادت مختلفة مثل ogg. wav. mp3 وكذلك الاستماع إلى المذياع ومسجل الصوتيات وغيرها من الألعاب المشتركة بين الأجهزة وعبر خطوط الشابكة.
وتجدر الإشارة بأن الهاتف النقال قد صدرت عنه عدة دراسات تؤكد أن التعرض بشكل كبير لذبذبات البث أو وضع الهاتف نفسه بجانب قلب الإنسان مثلا قد يضر بصحتة وأحيانا يؤدى إلى حدوث أعطال بأجهزة تنظيم ضربات القلب.

### الحاسب المنزلي
عادة لا تتوفر له شاشة عرض خاصة بل يمكن عرض البيانات من الجهاز بربطه على شاشة تلفزيون المنزل، ويحتوي الجهاز عادة على مجموعة كبيرة من البرمجيات الترفيهية وبرمجيات التسلية والألعاب والتعليم تكون مدمجة داخل الجهاز، أو يتم إدخالها له باستخدام أقراص ضوئية.
وهي ألعاب الفيديو أو الألعاب الإلكترونية أو ألعاب الحاسوب (video games) هي ألعاب مبرمجة بواسطة الحاسوب وتلعب عادة في أنظمة ألعاب الفيديو حيث تعرض في التلفزيون بعد إيصال الجهاز به. جهاز الإدخال في ألعاب الفيديو هو عادة عصا التحكم، أو الأزرار (في أجهزة الآركيد)، أو لوحة المفاتيح، أو الفأرة، أو غير ذلك. ألعاب الفيديو يمكن أن تعمل على أجهزة خاصة تتوصل بالتلفاز أو أجهزة محمولة أو على الحاسوب أو الهاتف النقال أو الحاسوب الكفي.
تختلف أنواع الألعاب من ألعاب المنصات، والمغامرة، والآر بي جي (RPG)، وألعاب تصويب المنظور الأول (FPS)، وألعاب تصويب المنظور الثالث، والرياضة، والسباقات، والتصويب الفضائي، والقتال، والآكشن، والألغاز، والمحاكاة، وألعاب الأدوار، والألعاب الإستراتيجية (RTS). هذا بالإضافة إلى ألعاب الويب التي تلعب عبر الإنترنت، وهي غالباً ألعاب جماعية، وتسمى MMORPG، حيث يلعبها في نفس الوقت عدد كبير من اللاعبين من مخلتف المناطق.

## المكونات المادية للحاسوب

وجهة نظر انفجرت أجهزة الحاسوب الشخصية والأجهزة الطرفية الحديثة: ScannerCPU (المشغلات الدقيقة) التخزين الابتدائي (رام) بطاقات التوسع (بطاقات الرسومات، الخ) السلطة supplyOptical قرص التخزين driveSecondary (القرص الصلب) MotherboardSpeakersMonitorSystem softwareApplication softwareKeyboardMouseExternal diskPrinter الثابت

الإعداد النموذجى لمكونات حاسوب سطح المكتب تتألف من:
- حاسوب case مع التيار الكهربائي
- وحدة المعالجة المركزية (المعالج)
- اللوحة الأم
- بطاقة الذاكرة
- قرص صلب
- بطاقة فيديو
- وحدة العرض المرئي (الشاشة)
- القرص الضوئي (عادة دي في دي مدمج أو دي في دي الكاتب)
- لوحة المفاتيح وجهاز التأشير

وعادة ما تكون هذه المكونات موضوعة جنبا إلى جنب مع القليل من المعرفة لبناء جهاز حاسوب. اللوحة الأم هي جزء رئيسي من جهاز الحاسوب الذي يربط جميع الأجهزة معا. بطاقة الذاكرة، ومعالج بطاقة الرسومات منصوبة مباشرة في اللوحة الأم (المعالج في تجويف والذاكرة وبطاقات الرسومات في شق توسعى. التخزين الشامل مرتبط بها مع الكابلات، ويمكن تركيبه في case الحاسوب أو في case منفصلة. وهذا هو نفس الحالة مع لوحة المفاتيح والفأرة، إلا أنها خارجية وترتبط مع لوحة الإدخال والإخراج بالجزء الخلفي من الحاسوب. والشاشة أيضا متصلة بلوحة الإدخال والإخراج، إما عن طريق مدخل على اللوحة الأم، أو منفذ على بطاقة الرسومات.
وظائف عدة (تنفذها مجموعة الشرائح) يمكن دمجها في اللوحة، وعادةيو إس بي والشبكة، ولكن أيضا الرسومات والصوت. يمكن حتى ولو كانت هذه موجودة، فان البطاقة المنفصلة يمكن أن تضاف إذا ما هو متاح ليس كافيا. بطاقة الرسومات والصوت يمكن أن يكون لها breakout box للحفاظ على الأجزاء التناظرية بعيدا عن الإشعاع الكهرومغناطيسي داخل case الحاسوب. ولكميات كبيرة من البيانات، محرك الأشرطة يمكن استخدامه أو أقراص صلبة (اضافية) يمكن وضعها معا في case خارجية.
يمكن أن تمتد قدرات أجهزة الحواسيب الشخصية في بعض الأحيان من خلال إضافة بطاقة توسيع متصلة عبر بطاقة توسعية ل دائرة كهربية. بعض الدوائر القياسية الطرفية كثيرا ما تستخدم لإضافة بطاقات التوسع في أجهزة الحاسوب الشخصية اعتبارا من عام 2005 وهي [[{PCI/0}، AGP (دوائر بى سى آى عالية السرعة مخصصة لمحولات الرسومات)، وبي سي اي اكسبريس|{PCI/0}، AGP (دوائر بى سى آى عالية السرعة مخصصة لمحولات الرسومات)، وبي سي اي اكسبريس]]. معظم أجهزة الحاسوب الشخصية اعتبارا من عام 2005 لهابى سى آى بفتحات توسيع متعددة البدنية كما تشتمل على العديد من الدوائر وتوسيع فتحة AGP أو دائرة بي سي أي اكسبريس أو أكثر من فتحات التوسعة، ولكن عدد قليل من أجهزة الحاسوب الذي يحتوي على الدائرتين.

### صندوق الحاسبة

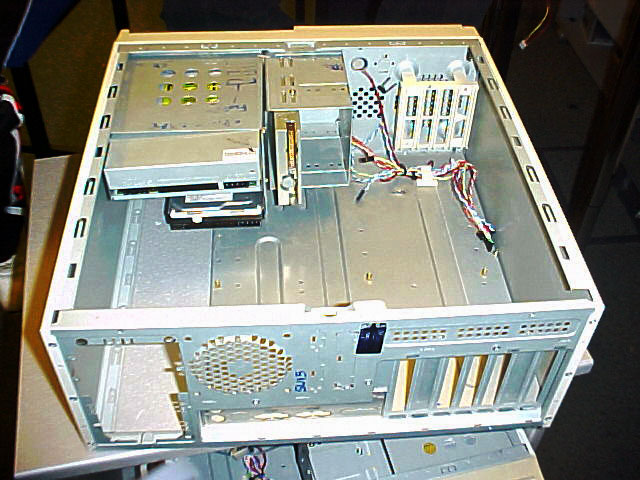
وجردت ATX حالة راقدا على جنبه.

caseصندوق الحاسب هو العلبة التي تحتوي على المكونات الرئيسية للحاسب وعادة ما تكون العلب مبنية من معدن صلب، أوالألمنيوم، أو البلاستيك، على الرغم من أن مواد أخرى قد تدخل في تكوينها وتصميمها مثل الخشب والزجاج البلاستيكي أو المراوح ويمكن أن تصنع الصناديق من مختلف الأحجام، أو الأشكال وحجم وشكل صندوق الحاسوب عادة ما يحدد بعامل الشكل لحجم اللوحة الأم المصمم للاستيعاب، لأن هذا العنصر هو الأكبر والأكثر مركزية في معظم أجهزة الحاسوب. وبالتالي، فان عوامل تشكيل أجهزة الحاسوب الشخصي عادة ما تحدد فقط الأبعاد الداخلية والتخطيط للصندوق. كذلك عوامل الشكل ل الحامل المنصوب والسيرفر النصلي تكون دقيقة ويمكن أن تشمل الأبعاد الخارجية كذلك، لأن هذه الصناديق يجب أن تناسب محتويات محددة.
ومن الاحجام والأشكال الشعبية أكثر هو المعيار المُوسَّع للتقنية المتقدمة ‏، وعلى الرغم من المعيار المُوسَّع الصغري للتقنية المتقدمة ‏ وعوامل الشكل الصغيرة أصبحت شعبية جدا لمجموعة متنوعة من الاستخدامات. ولشركات مثل شركة شاتل، وآي أوبن عمموا الصناديق الصغيرة، وكذلك حجم FlexATX هو حجم اللوحة الأم الأكثر شيوعا.

### وحدة المعالجة المركزية

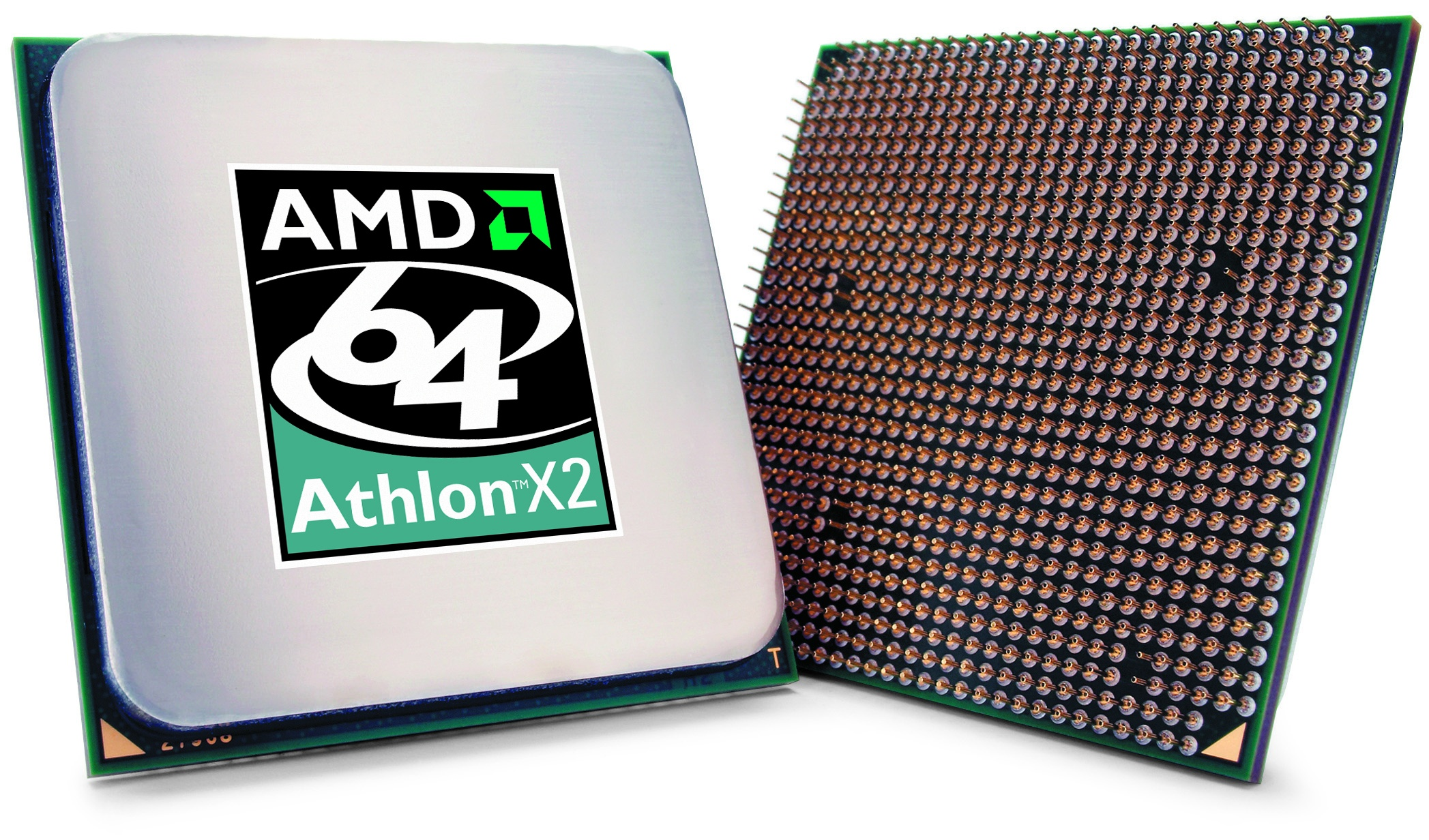
أيه إم دي أثلون 64 وحدة المعالجة المركزية.

وحدة المعالجة المركزية، أو CpU، هي جزء من جهاز الحاسوب الذي ينفذ تعليمات البرنامج الحاسوبي في أجهزة الحاسوب القديمة، وهذه الدوائر كانت سابقا على متن العديد من الدوائر المطبوعة، ولكن في أجهزة الحاسوب الشخصي هي دائرة واحدة متكاملة. وتقريبا جميع أجهزة الحاسوب الشخصي تحتوي على نوع من وحدة المعالجة المركزية المعروفة باسم المعالج الصغير. المعالج غالبا ما يتم وضعه في اللوحة الأم باستخدام واحدة من العديد من الأنواع المختلفة من التجويفات. وجهاز حاسوب آي بي إم المتوافق يستخدم معالج متوافق إكس 86، وعادة ما يكون مصنوعا من إنتل وأيه إم دي، فيا للتقانة أو Transmeta. حاسبات أبل ماكنتوش في البداية كانت مبنية مع عائلة موتورولا 680x0 من المعالجات، ثم انتقلت إلى سلسلة باور للحواسيب الشخصية (أسلوب بناء مجموعة تعليمات بنية الحاسب تم تطويره بالاشتراك مع شركة ابل حاسوب، آي بي إم، وموتورولا)، ولكن اعتبارا من عام 2006، تحولت آبل مرة أخرى، هذه المرة إلى معالجات x86 - المتوافقة من إنتل. وحدات المعالجة المركزية الحديثة مجهزة ب مروحة متصلة عبر المشتت الحراري.

### اللوحة الأم

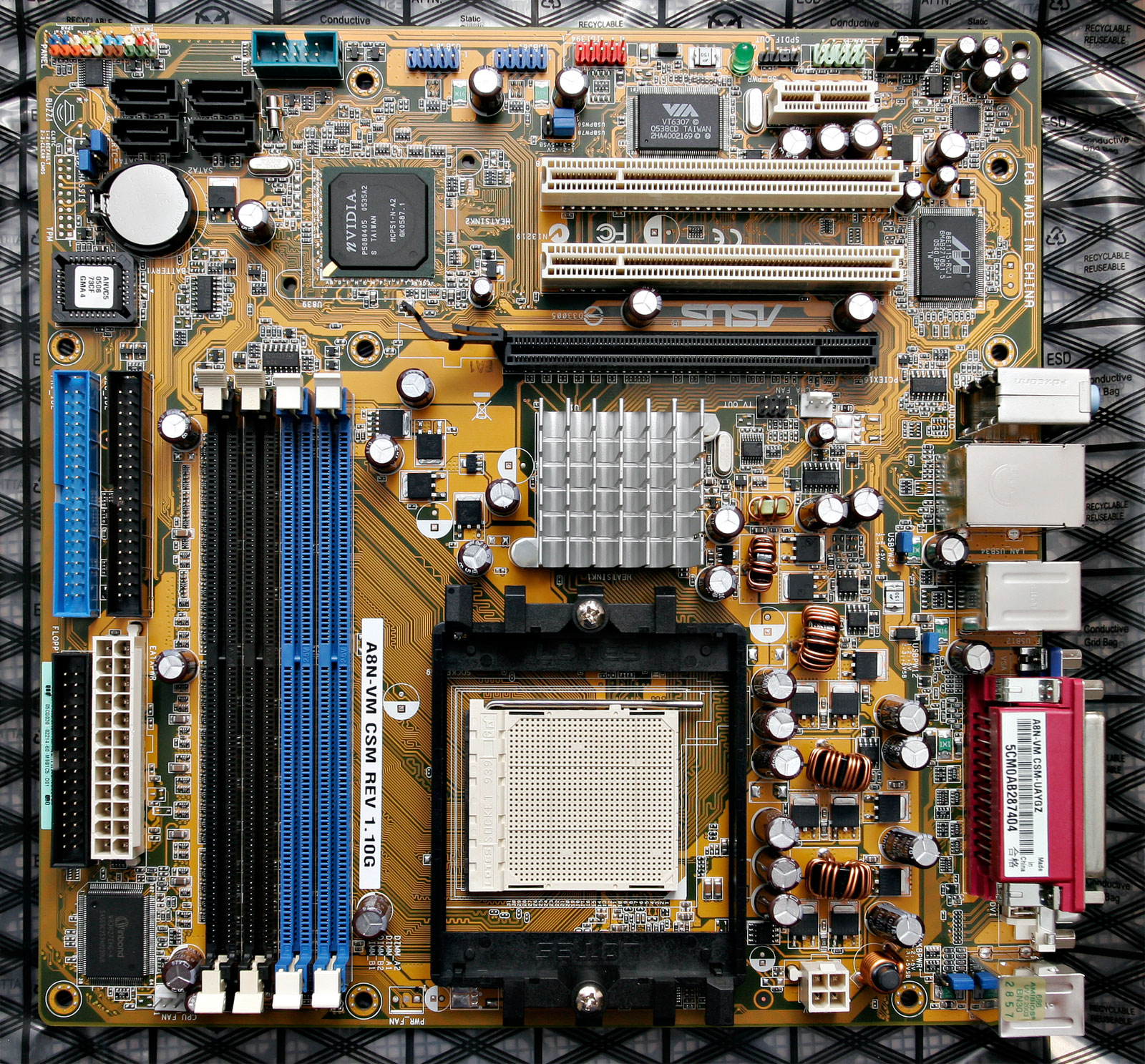
آسوس اللوحة

اللوحة الأم، كما يشار إاليها أيضا بلوحة النظام أو اللوحة الرئيسية، وهي لوحة الدائرة الأولية داخل جهاز الحاسوب الشخصي. العديد من العناصر الأخرى تتصل مباشرة أو غير مباشر إلى اللوحة. وعادة ما تحتوي اللوحات الأم على واحد أو أكثر من وحدات المعالجة المركزية، ودوائر التقوية—عادة دوائر متكاملة(ICs) -- لتوفر التفاعل بين ذاكرة وحدة المعالجة المركزية ودوائر الإدخال / الإخراج الطرفية، الذاكرة الرئيسية، وتسهيلات الإعداد الأولي للحاسوب مباشرة بعد التشغيل (غالبا ما تسمى أسطوانة برنامج ثابت، أو في أجهزة حاسوب آي بي إم المتوافقة، BIOS). في أجهزة الحاسوب المحمولة والشخصية فان اللوحة الأم جزءا هي تقريبا كل المكونات الداخلية للحاسوب. في كثير من الأحيان تحتوي اللوحة الأم أيضا على واحد أو أكثر من الدوائر الطرفية والروابط المادية لأغراض التوسع. أحيانا اللوحة الأبنة الثانوية تكون متصلة باللوحة الرئيسية لتقديم مزيد من التوسعة أو لإرضاء ضيق المساحة.

### الذاكرة الرئيسية

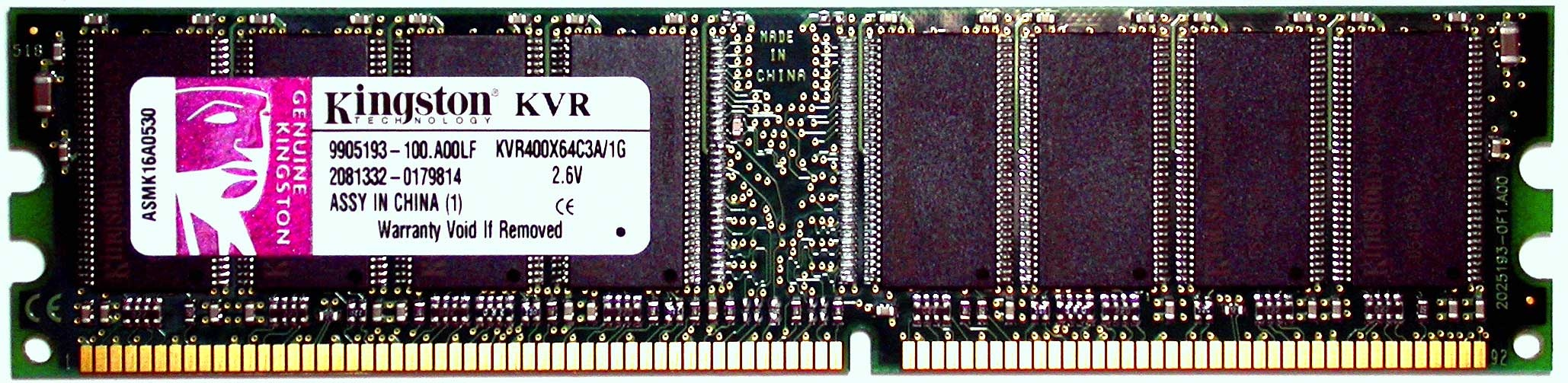
1GB الإدماج SDRAM 400 وحدة

ذاكرة التخزين الرئيسية للحاسوب الشخصى هي سريعة التخزين ويتم الوصول إليها مباشرة من قبل وحدة المعالجة المركزية، ويتم استخدامها لتخزين البرنامج المنفذ حاليا والبيانات اللازمة على الفور. تستخدم الأجهزة الشخصية أشباه موصلات ل ذاكرة الوصول العشوائي (رام) من مختلف الأنواع مثل DRAM. SRAM أو SRAM كتخزين ابتدائي. حيث أن النوع المحدد يعتمد على التكلفة / مشاكل الأداء في أي وقت معين. الذاكرة الرئيسية هي أسرع بكثير من أجهزة التخزين الشامل مثل القرص الثابت أو القرص الضوئي، ولكن عادة ما تكون متقلبة، مما يعني أنها لا تحتفظ بمحتوياتها (تعليمات أو بيانات) في غياب الطاقة، وأكثر تكلفة بكثير نظرا لقدرة من هو أكثر تخزينا. الذاكرة الرئيسية هي عموما ليست مناسبة على المدى الطويل أو تخزن البيانات أرشيفيا.

### القرص الصلب

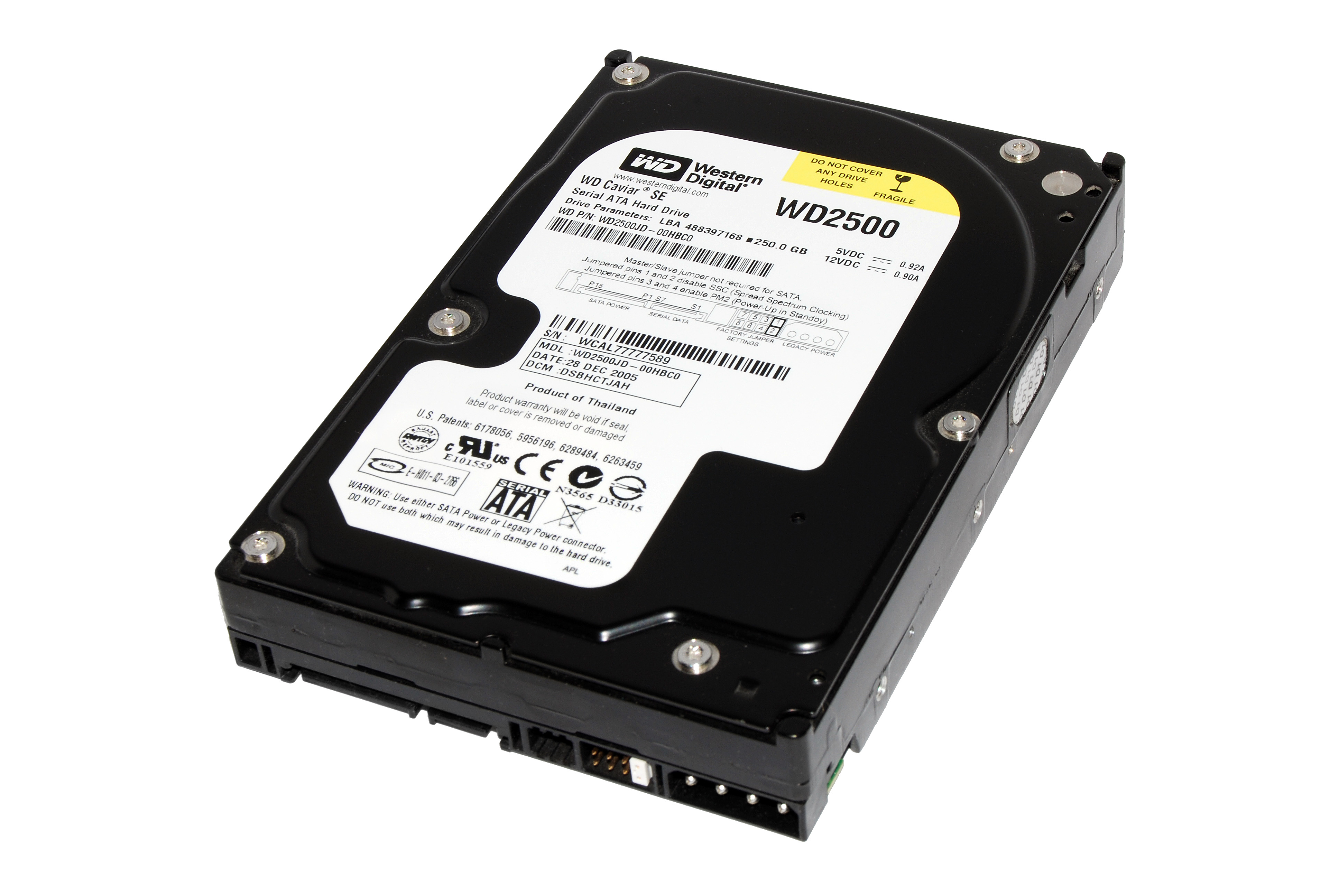
ويسترن ديجيتال 250 غيغابايت في القرص الثابت.

تخزين ضخمة من الأجهزة وبرامج تخزين البيانات حتى عند انقطاع التيار الكهربائي، وهي لا تتطلب القدرة على أداء مهام القراءة والكتابة أثناء الاستخدام. على الرغم من أن ذاكرة فلاش قد انخفض في التكلفة، والشكل السائد للتخزين ذات السعة الكبيرة في أجهزة الحاسوب الشخصية لا يزال على القرص الثابت.
محركات الأقراص استخدام رأسه مختومة / القرص التجمع (hdÃ) الذي قدم للمرة الأولى من قبل آي بي إم «وينشستر» قرص النظام. استخدام تجميع مختومة تسمح باستخدام ضغط الهواء الإيجابي لطرد الجسيمات من سطح القرص، مما يحسن من الاعتمادية.
إذا تخزين ضخمة تحكم ينص على التوسعة، قد جهاز حاسوب أيضا رفع مستواها عن طريق إضافة قرص ثابت إضافي أو محرك الأقراص الضوئية s. على سبيل المثال، دينار بحريني المضغوط ق، دي في دي قابل لإعادة الكتابة ثانية، ومختلف مسجلات الأقراص الضوئية، قد تكون جميعها المضافة من قبل المستخدم لأجهزة معينة. المعيار الداخلي جهاز تخزين واجهات اتصال وباتا، المسلسل آتا، السكازي

### بطاقة فيديو

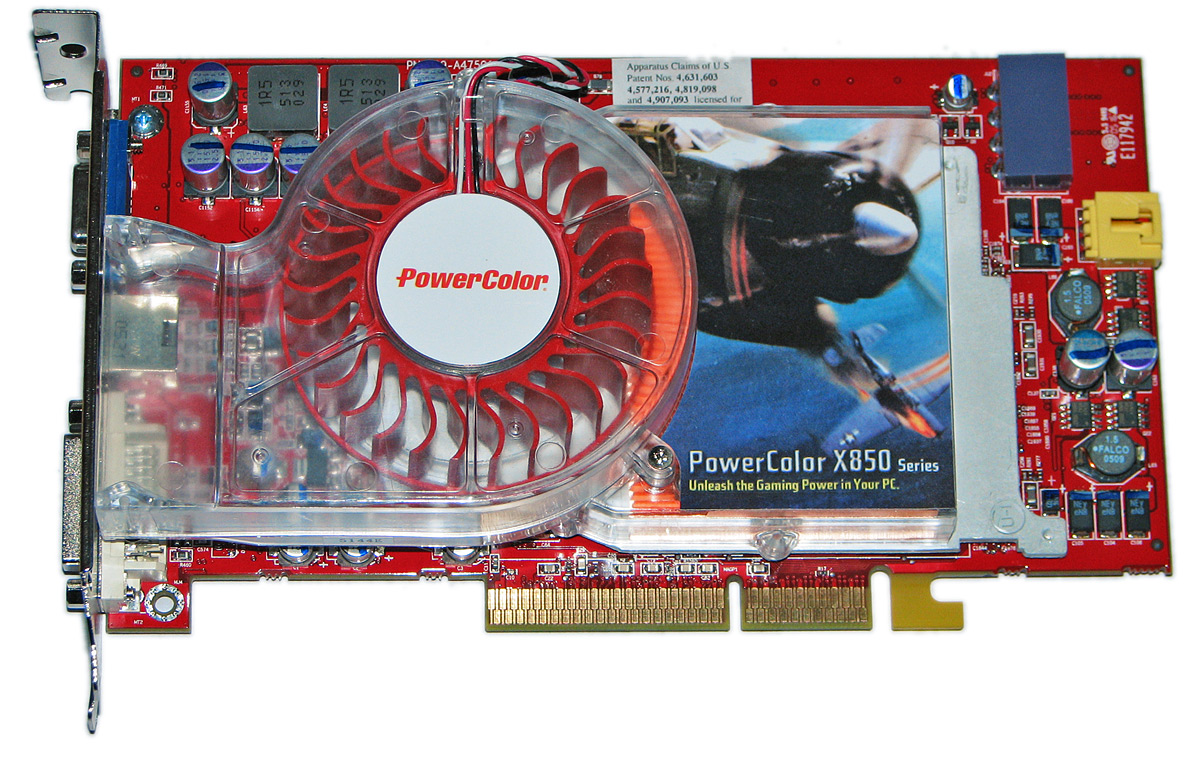
أيه تي آي راديون بطاقة الفيديو

بطاقة الفيديو—على خلاف ذلك تسمى بطاقة الرسومات، محول الرسومات أو محول الفيديو—العمليات ويجعل الإنتاج الرسومات من الحاسوب إلى شاشة الحاسوب، وتعتبر جزءا أساسيا من جهاز الحاسوب الحديثة. في الموديلات القديمة، واليوم على نماذج الميزانية، رسومات الدوائر تميل إلى أن تكون متكاملة مع اللوحة الأم، ولكن مرنة للآلات الحديثة، وأنها قدمت في المشروع، AGP أو بي سي اي اكسبريس الشكل.
عندما تم طرح جهاز حاسوب آي بي إم، فإن معظم الأعمال الحالية المنحى الحواسيب الشخصية المستخدمة النص محولات العرض فقط وليس لديها القدرة على الرسومات. أجهزة الحاسوب المنزلية في ذلك الوقت قد رسومات متوافقة مع الإشارات التلفزيونية، ولكن مع انخفاض قرار وفقا للمعايير الحديثة نظرا لمحدودية الذاكرة المتاحة لثمانية بت المعالجات المتاحة في ذلك الوقت.

### وحدة العرض البصرية
وحدة العرض المرئي (أو مراقبة) هو قطعة من المعدات الكهربائية، وعادة ما تكون منفصلة عن قضية الحاسوب، والذي يعرض صورة للعرض ليالي المتولدة عن جهاز حاسوب من دون إنتاج سجل دائم. كلمة «رصد» يستخدم في سياقات أخرى، لا سيما في البث التلفزيوني، حيث يتم عرض صور تلفزيونية على مستوى عال. وعرض جهاز الحاسوب عادة ما يكون إما أنبوب أشعة الكاثود أو شكلا من أشكال المسطحة مثل شاشات الكريستال السائل TFT. ورصد يضم جهاز العرض، الدارات الكهربائية لتوليد صورة من الإشارات الإلكترونية المرسلة بواسطة الحاسوب، وضميمة أو القضية. داخل الحاسوب، إما كجزء لا يتجزأ أو توصيله للبطاقات التوسع، هناك دوائر داخلية لتحويل البيانات إلى تنسيق متوافق مع جهاز. الصور من المراقبين واردة أصلا النص فقط، ولكن واجهة المستخدم الرسومية ليالي برزت وأصبحت شائعة، فإنها بدأت لعرض المزيد من الصور ومحتوى الوسائط المتعددة.

### لوحة المفاتيح

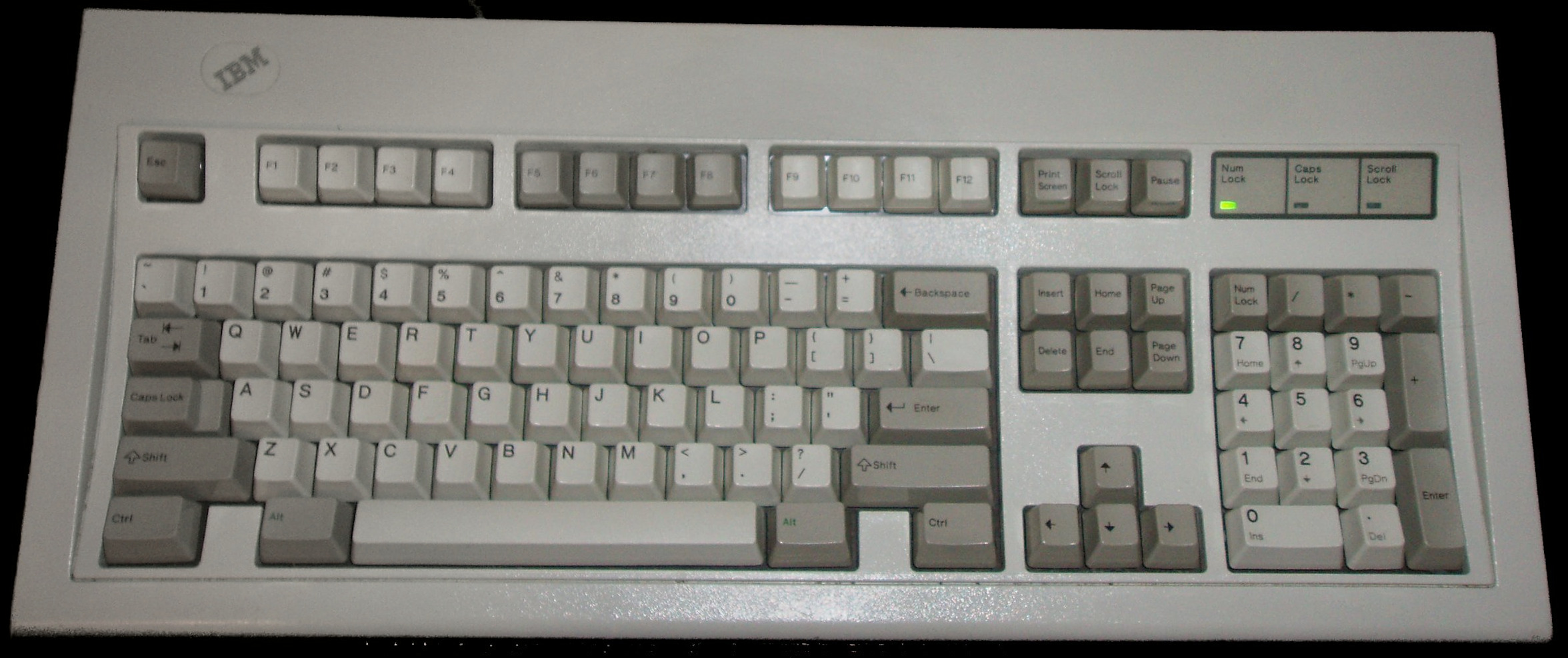
لوحة مفاتيح الحاسوب

في الحوسبة، لوحة المفاتيح هو ترتيب من الأزرار التي تتوافق مع كل وظيفة، وحرف أو رقم. هم الأجهزة الرئيسية للinputing النص. في معظم الحالات، أنها تحتوي على مفاتيح aray تحديدا نظمت المقابلة مع خطابات وأرقام وظائف مطبوعة أو محفورة على زر. فهي مصممة بصفة عامة حول لغة المشغلين، والعديد من الإصدارات المختلفة لغات مختلفة موجودة.
في اللغة الإنجليزية، وتخطيط الأكثر شيوعا هو مخطط فينيشيوس، والتي كانت في الأصل تستخدم في الآلة الكاتبة s. أنها تطورت على مر الزمن، والتي تم تعديلها لاستخدامها في أجهزة الحاسوب مع إضافة مفاتيح الوظائف، عدد المفاتيح، مفاتيح الأسهم، ونظام التشغيل مفاتيح معينة. في كثير من الأحيان، لا يمكن تحقيق وظائف محددة يمكن عن طريق الضغط على مفاتيح متعددة في وقت واحد أو في الخلافة، مثل أحرف inputing مع لهجات أو فتح مدير المهام. برامج shotcuts استخدام لوحة المفاتيح بطريقة مختلفة جدا، واستخدام جميع اختصارات لوحة المفاتيح مختلفة لبرنامج مختلف عمليات محددة، مثل منعش صفحة على شبكة الإنترنت في مستعرض الويب أو اختيار كل النص في معالج النصوص.

### الفأره

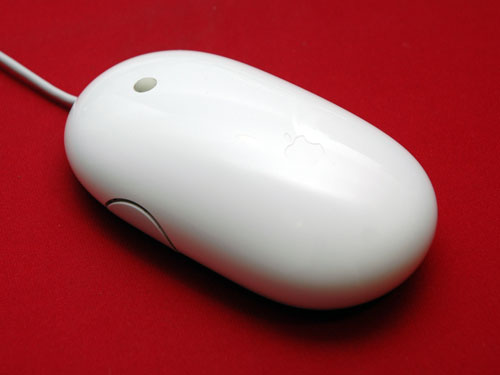
التفاح مايتي فأرة النقرات التي تكتشف من خلال زر كبير يقع في أسفل الفأرة تغطي الوحدة بأكملها.

فأرة على جهاز حاسوب صغير، الجهاز slidable أن المستخدمين والانزلاق نحو عقد من النقطة، انقر على، وأحيانا جر الكائنات على الشاشة في واجهة المستخدم الرسومية باستخدام مؤشر على الشاشة. تقريبا جميع الحواسيب الشخصية والفئران. قد يكون موصول بجهاز الحاسوب مأخذ الخلفي الفأرة، أو كجهاز أوسب، أو، في الآونة الأخيرة، قد تكون مرتبطة لاسلكيا عبر هوائي [أوسب] أو هوائي بلوتوث. في الماضي، كانوا على زر واحد يمكن للمستخدمين أن اضغط باستمرار على الجهاز إلى «فوق» على أي مؤشر على الشاشة كانت تحوم فوق. الآن، ولكن الفئران العديد من اثنين أو ثلاثة أزرار (ربما أكثر)، ومشروع «الحق فوق» الدالة على زر الفأرة، والتي يؤدي العمل الثانوي على الكائن المختار، والعجلة الدوارة، والتي يمكن للمستخدمين باستخدام تناوب على أصابعهم «التمرير» أعلى أو إلى أسفل. ويمكن أيضا أن تكون العجلة الدوارة يضغط عليه بقوة، وبالتالي يمكن استخدامها كزر ثالث. قد تكون بعض عجلات الفأرة إمالتها من جانب لآخر للسماح جانبية التمرير. البرامج المختلفة الاستفادة من هذه المهام بصورة مختلفة، ويمكن التمرير أفقيا افتراضيا مع بكرة التمرير، وفتح قوائم مختلفة مع أزرار مختلفة، من بين آخرين. قد تكون هذه المهام يحددها المستخدم من خلال برامج أدوات.
الفئران تقليديا الكشف عن الحركة، وتواصلوا مع الحاسوب مع داخلي «الكرة الفأر»، والترميز والبصرية المستخدمة للكشف عن دوران الكرة ونقول للحاسوب حيث كان الفأر قد انتقلت. بيد أن هذه النظم تخضع لانخفاض المتانة والدقة المطلوبة والتنظيف الداخلي. استخدام التقانة الحديثة الفئران الضوئية مباشرة لتتبع حركة السطح تحت الفأرة وأكثر دقة من ذلك بكثير، ودائم تقريبا maintenace الحرة. كانوا يعملون على طائفة أوسع من السطوح وحتى يمكن أن تعمل على الجدران والسقوف أو غير ذلك من الأسطح الأفقية.

### وتشمل المكونات الأخرى

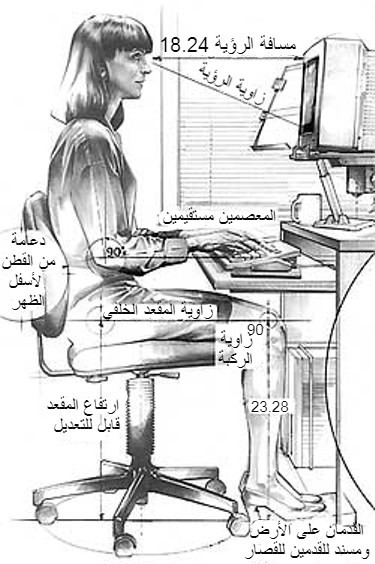
200بكالتصميم

المناسب والمريح لأجهزة الحاسوب الشخصية في مكان العمل أمر ضروري لتفادي وقوع إصابات الإجهاد المتكررة، والتي يمكن أن تتطور مع مرور الوقت ويمكن أن تؤدي إلى حالات العجز الطويل الأمد.
تخزين ضخمة
كافة أجهزة الحاسوب تتطلب إما ثابتة أو التخزين القابلة للإزالة على نظام التشغيل والبرامج والمواد المولدة للمستخدم.
سابقا 5 1 / 4 بوصة و3 1 / 2 بوصة ومحرك الأقراص المرنة هي الأشكال الرئيسية للنقل والتخزين الاحتياطي للملفات المستخدم وتوزيع البرمجيات.
كما زادت أحجام للذاكرة، وأدخلت قدرة المرنة لم تواكب؛ محرك الأقراص البريدي وغيرها من أعلى قدرة الوسائط القابلة للإزالة لكنها لم تصبح كما كانت سائدة في محرك الأقراص المرنة.
بحلول أواخر 1990s محرك الأقراص الضوئية، ومؤتمر نزع السلاح في وقت لاحق دي في دي، وتقنية بلو راي، وأصبحت الوسيلة الرئيسية لتوزيع البرامج، وقدمت وسائل الاعلام للكتابة النسخ الاحتياطي وتبادل الملفات. محركات الأقراص المرنة أصبحت شائعة في أجهزة الحاسوب الشخصية المكتبية منذ حوالي عام 2000، وأسقطت العديد من أنظمة حاسوب محمول حتى في وقت سابق.
في وقت مبكر الحاسوب المنزلي ليالي الأشرطة الصوتية المدمجة المستخدمة لتخزين الملفات، وهذه كانت في ذلك الوقت وتكلفة منخفضة للغاية حلول التخزين، ولكن كانوا نزحوا بسبب محركات الأقراص المرنة عندما انخفضت تكاليف التصنيع، بحلول منتصف 1980s.
والجيل الثاني من أجهزة التسجيل عندما قدم شريط فيديو مسجل ليالي كانوا يجبرون على الخدمة في وسائط النسخ الاحتياطي لمحركات أكبر القرص. جميع هذه الأنظمة كانت أقل موثوقية وأبطأ مما كان الغرض بنيت محركات الشريط المغناطيسي. محركات الشريط وكانت هذه شائعة في المستهلك نوع الحواسيب الشخصية بل ضرورة لا بد منها في مجال الأعمال التجارية أو الصناعية.
تبادل البيانات، مثل الصور من الكاميرات الرقمية يتم بسرعة كبيرة، عن طريق تركيب لقراءة البطاقات، والتي غالبا ما يكون متوافقا مع عدة أشكال من ذاكرة فلاش. عادة ما يكون أسرع وأكثر ملاءمة لنقل كميات كبيرة من البيانات عن طريق إزالة البطاقة من الجهاز المحمول، بدلا من التواصل مع الجهاز المحمول من خلال واجهة الناقل التسلسلي العام.
واليوم... الوميض حملة ينفذ الكثير من نقل البيانات والنسخ الاحتياطي مهام عمله سابقا مع محركات الأقراص المرنة، قرص مضغوط ليالي والأجهزة الأخرى. أهم نظم التشغيل الحالية لتيار الحواسيب الشخصية توفير الدعم القياسية لتحرك العاجل، مما يسمح بالتبادل حتى بين أجهزة الحاسوب التي تستخدم معالجات ونظم تشغيل مختلفة. الحجم الصغير وعدم وجود أجزاء متحركة أو ترابية وسائل الإعلام حساسة، بالإضافة إلى انخفاض تكلفة لقدرة عالية، جعلت فلاش محركات شعبية ومفيدة التبعية لأي مستخدم الحاسوب الشخصية.
نظام التشغيل (مثل: مايكروسوفت ويندوز، ماك، لينكس أو وكثير غيرها) يمكن أن يكون موجودا على أي التخزين، ولكن عادة ما يكون على الأقراص الصلبة. يعيش مؤتمر نزع السلاح هو تشغيل نظام التشغيل مباشرة من قرص مضغوط. في حين أن هذا هو بطيء مقارنة تخزين نظام التشغيل على القرص الصلب، فإنه عادة ما تستخدم لتركيب أنظمة التشغيل، والمظاهرات، واستعادة النظام، أو غيرها من الأغراض الخاصة. ذاكرة فلاش كبيرة حاليا أكثر كلفة من الأقراص الصلبة مشابهة من حيث الحجم (اعتبارا من منتصف عام 2008) ولكن بدأت تظهر في أجهزة الحاسوب المحمول بسبب انخفاض الوزن وصغر الحجم ومتطلبات الطاقة المنخفضة.
الحاسوب والاتصالات
- بطاقة مودم داخلي
- المودم
- بطاقة محول الشبكة
- موجة

؛ عام الطرفية ليالي وبطاقات محول
- سماعة
- عصا التحكم
- ميكروفون
- الطابعة
- الماسح
- محول بطاقة الصوت وبطاقة منفصلة بدلا من الموجودة على اللوحة الأم
- اللغة ق
- وب

## نشاطها في مجال البرمجيات
[0] برامج الحاسوبأو البرامج مصطلح عام يستخدم لوصف مجموعة من <a title="computer program" gtc:attrs="title:1," gtc:link="[[:en:computer program|computer program]]">برامج الحاسوب</a> و<a title="Algorithm" gtc:attrs="title:2," gtc:link="[[:en:Algorithm|Algorithm]]">الإجراءات</a> و<a title="Software documentation" gtc:attrs="title:3," gtc:link="[[:en:Software documentation|Software documentation]]">أدلة التعليمات الفنية</a> التي تقوم بأداء بعض المهام في نظام تشغيل الحاسوب. فإن هذا المصطلح يشمل تطبيق البرمجيات مثل معالج كلمات مفتاحية التي تؤدي المهام الإنتاجية للمستخدمين، ونظام البرمجيات مثل نظام التشغيل ليالي، والتي تتفاعل مع الأجهزة لتقديم الخدمات اللازمة لتطبيق البرمجيات، والبرمجيات الوسيطة التي تسيطر على وتنسق النظم الموزعة.

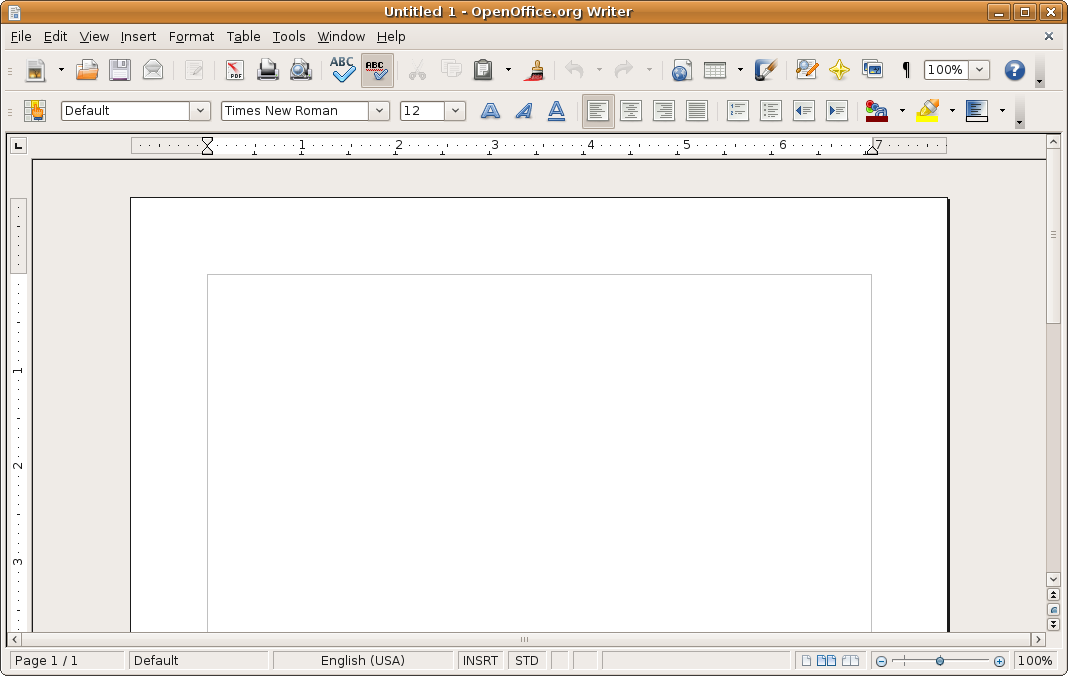
لقطة من OpenOffice.org الكاتب البرمجيات

برامج التطبيقات لمعالجة النصوص وتصفح الإنترنت، والإنترنت جى الفاكس، والبريد الإلكتروني وغيرها من الرسائل الرقمية، وتشغيل الوسائط المتعددة، تلعب لعبة الحاسوب وبرمجة الحاسوب هي مشتركة. للمستخدم من أجهزة الحاسوب الشخصية الحديثة قد يكون كبيرا من المعرفة وبيئة التشغيل وبرامج التطبيقات، ولكن ليس بالضرورة المهتمة في مجال البرمجة ولا حتى يتمكن من كتابة برامج للحاسوب. ولذلك، فإن معظم البرامج المكتوبة في المقام الأول لأجهزة الحاسوب الشخصية تميل إلى أن تكون مصممة مع سهولة الاستخدام، أو «سهولة» في الاعتبار. ومع ذلك، فإن صناعة البرمجيات باستمرار توفير مجموعة واسعة من المنتجات الجديدة لاستخدامها في أجهزة الحاسوب الشخصية، وتستهدف كلا من الخبراء وغير الخبراء المستخدم.

### نظام التشغيل
نظام التشغيل (نظام التشغيل) وتدير الموارد الحاسوب، ويقدم المبرمجين مع واجهة المستخدم للوصول إلى تلك الموارد. نظام تشغيل العمليات والبيانات نظام إدخال المستخدم، ويستجيب عن طريق تخصيص وإدارة المهام وموارد النظام الداخلي كخدمة للمستعملين وبرامج للنظام. نظام التشغيل ينفذ المهام الأساسية مثل التحكم وتخصيص الذاكرة، ومنح الأولوية لطلبات النظام، والسيطرة على أجهزة الإدخال والإخراج، وتسهيل إقامة الشبكات الحاسوب وإدارة الملفات.
أنظمة تشغيل سطح المكتب المشترك المعاصرة هي مايكروسوفت ويندوز (92.77% من حصة السوق)، وماكنتوش (5.12%)، لينكس (0.95%)، سولاريس وفري بي. ويندوز، ماك، وخادم لينكس جميعا ومتغيرات الشخصية. مع استثناء من مايكروسوفت ويندوز، وتصاميم كل من مرصد الصحراء والساحل السالفة الذكر هي التي تلهم، مباشرة أو الموروثة، عن نظام التشغيل يونيكس. يونيكس تم تطويره في مختبرات بيل في بداية أواخر 1960s ولدت في تطوير نظم العديد من الخطوط الملكية والتشغيل.

#### مايكروسوفت ويندوز
مايكروسوفت ويندوز هو اسم العلامة التجارية الجماعية لعدة نظام التشغيل والبرمجيات ليالي من قبل مايكروسوفت. مايكروسوفت لأول مرة بيئة تشغيل ويندوز اسمه في نوفمبر تشرين الثاني عام 1985 على النحو تشكل إضافة نوعية على لمايكروسوفت دوس في استجابة للاهتمام المتزايد في واجهة المستخدم الرسومية ليالي (اجهات مستخدم رسومية). العميل أحدث نسخة من ويندوز هو ويندوز 7 ويندوز سيرفر 2008 R2 التي كانت متاحة في تجارة التجزئة في 22 أكتوبر، 2009.

#### برمجيات ماكنتو
ماكنتوش هو خط من نظام التشغيل ليالي الرسومية المتقدمة، وتسويقها، وتباع من قبل شركة أبل. ماكنتوش هو الخلف للماكنتوش الأصلي، الذي كان قد أبل نظام التشغيل الأساسي منذ عام 1984. خلافا لسابقيه، ماكنتوش هو يونيكس المستندة إلى نظام التشغيل. أحدث نسخة من نظام التشغيل ماك العاشر ماكنتوش 10.6 «سنو ليوبارد»، والخادم الحالي هو نسخة ماكنتوش خادم 10.6.

#### نظام التشغيل Linux

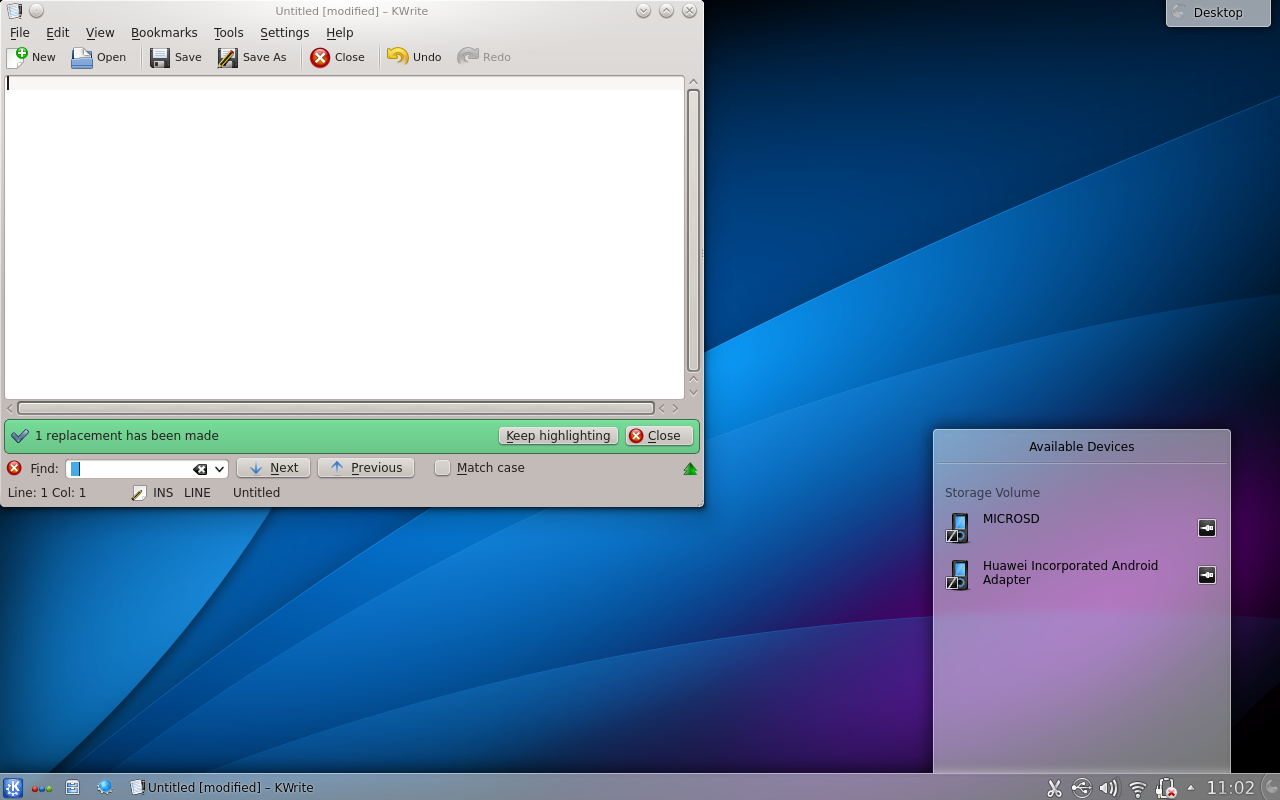
كيدي 4 يعمل على توزيع لينكس.

لينكس، هي عائلة من يونكس مثل نظام تشغيل الحاسوب s. لينكس هي واحدة من أبرز الأمثلة على البرمجيات الحرة والمفتوحة المصدر والتنمية: عادة الكامنة وراء كل شفرة المصدر بحرية يمكن تعديلها واستخدامها وتوزيعها من قبل أي شخص. اسم «لينكس» يأتي من نواة لينكس، بدأت في عام 1991 من قبل لينوس تورفالدس. للنظام المرافق العامة والمكتبات وعادة ما تأتي من نظام تشغيل جنو، أعلن في عام 1983 من قبل ريتشارد ستالمان. مساهمة حكومة الوحدة الوطنية هي الأساس الذي تقوم عليه اسم بديل جنو / لينكس.
تشتهر في استخدام خادم ق كجزء من تطبيق مصباح كومة، لينوكس معتمد من قبل الشركات مثل ديل وهيوليت باكارد، آي بي إم، نوفيل، أوراكل وريد هات وكانونيكال المحدودة وشركة صن مايكروسيستمز. كما أنها تستخدم نظام التشغيل لطائفة واسعة من أجهزة الحاسوب، بما في ذلك الحاسوب المكتبي ليالي، نتبووكس، الخارقة، أنظمة ألعاب الفيديو، مثل بلاي ستيشن 3، العاب عدة، وجزءا لا يتجزأ من الأجهزة مثل الهاتف النقال ليالي، مشغل وسائط محمول ليالي، والموجهات، وأنظمة الإضاءة المرحلة.

### التطبيقات
يعمل البرنامج التطبيقي في الحاسوب لتنفيذ مهمة محددة. وهو نظام يدعم تطبيقات البرمجيات، ويقدم الخدمات المشتركة، مثل تنظيم الذاكرة، الاتصال بالشبكة، أو عمل البرامج، وجميعها يمكن استخدامها في تطبيقات محددة، ولكنها ليست تصب في مصلحة مباشرة إلى المستخدم النهائي. ويمكن القول إذا أردنا التشبيه في مجال العمل في عالم الأجهزة ستكون اللمبة كهربائية (التي تمثل التطبيق) لمحطة توليد الطاقة الكهربائية (التي تمثل النظام). فمحطة توليد الكهرباء عملها في توليد الكهرباء، ويأتي ذلك ضمن تسخيرها لتطبيق معين مثل الإنارة التي تؤدي الخدمة التي تعود بالفائدة على المستخدم.
ومن الأمثلة النموذجية للتطبيقات البرمجيات هي معالج كلمات مفتاحية، جدول ثانية، وسائل الاعلام لاعب s. تطبيقات متعددة المجمعة معا كحزمة واحدة هي التي يشار إليها أحيانا جناح التطبيق. مايكروسوفت أوفيس OpenOffice.org والتي في ربطها معا لمعالجة النصوص وجداول البيانات، والتطبيقات الأخرى في تواحي منفصلة، هي أمثلة نموذجية. والتطبيقات المنفصلة تكون في جانب معين وعادة ما يكون على واجهة المستخدم الذي لديه بعض السمات المشتركة مما يسهل على المستخدم معرفة واستخدام كل تطبيق. وغالبا ما قد يكون لها بعض القدرة على التفاعل مع بعضها البعض في وسائل مفيدة للمستخدم. على سبيل المثال، قد يكون تطبيق كالجدول قادر على أن يكون جزءا لا يتجزأ من معالج النصوص وهو وثيقة على الرغم من أنه تكون في تطبيق جدول منفصل.
يظل للهواتف الخلوية الذكية السبق في السيطرة على الاجهزة الالكترونية الاستهلاكية وخصوصا مع الصراع على طرح الجديد والأحدث في هذا المجال بين الشركات المتنافسة.

## وصلات خارجية
- تشريح جهاز حاسوب
- كيفية عمل أجهزة الحاسوب
- كيفية ترقية الحاسوب
- كيفية بناء الحاسوب
- انخفاض تكلفة الحاسوب دليل